# Moteur Ford FE
 (juin 2022).
La mise en forme du texte ne suit pas les recommandations de Wikipédia : il faut le « wikifier ».
Les points d'amélioration suivants sont les cas les plus fréquents. Le détail des points à revoir est peut-être précisé sur la page de discussion.
- Les titres sont pré-formatés par le logiciel. Ils ne sont ni en capitales, ni en gras.
- Le texte ne doit pas être écrit en capitales (les noms de famille non plus), ni en gras, ni en italique, ni en « petit »…
- Le gras n'est utilisé que pour surligner le titre de l'article dans l'introduction, une seule fois.
- L'italique est rarement utilisé : mots en langue étrangère, titres d'œuvres, noms de bateaux, etc.
- Les citations ne sont pas en italique mais en corps de texte normal. Elles sont entourées par des guillemets français : « et ».
- Les listes à puces sont à éviter, des paragraphes rédigés étant largement préférés. Les tableaux sont à réserver à la présentation de données structurées (résultats, etc.).
- Les appels de note de bas de page (petits chiffres en exposant, introduits par l'outil «  Source ») sont à placer entre la fin de phrase et le point final[comme ça].
- Les liens internes (vers d'autres articles de Wikipédia) sont à choisir avec parcimonie. Créez des liens vers des articles approfondissant le sujet. Les termes génériques sans rapport avec le sujet sont à éviter, ainsi que les répétitions de liens vers un même terme.
- Les liens externes sont à placer uniquement dans une section « Liens externes », à la fin de l'article. Ces liens sont à choisir avec parcimonie suivant les règles définies. Si un lien sert de source à l'article, son insertion dans le texte est à faire par les notes de bas de page.
- La présentation des références doit suivre les conventions bibliographiques. Il est recommandé d'utiliser les modèles {{Ouvrage}}, {{Chapitre}}, {{Article}}, {{Lien web}} et/ou {{Bibliographie}}. Le mode d'édition visuel peut mettre en forme automatiquement les références.
- Insérer une infobox (cadre d'informations à droite) n'est pas obligatoire pour parachever la mise en page.

Pour une aide détaillée, merci de consulter Aide:Wikification.
Si vous pensez que ces points ont été résolus, vous pouvez retirer ce bandeau et améliorer la mise en forme d'un autre article.
Le moteur Ford FE est un moteur V8 Ford utilisé dans les véhicules vendus sur le marché nord-américain entre 1958 et 1976. Le FE a été introduit pour remplacer le moteur Ford Y-block, de courte durée (aux États-Unis), pour lequel les voitures et camions américains avaient dépassé les limites. Il a été conçu de manière à pouvoir être agrandi de manière significative, et fabriqué à la fois en version top-oiler et side-oiler, et dans des cylindrées comprises entre 5,4 L et 7,0 L.
« FE » dérive de « Ford-Edsel ». Les versions de la gamme FE conçues pour être utilisées dans les camions moyens et lourds et les bus scolaires de 1964 à 1978 étaient connues sous le nom de « FT », pour « Ford-Truck », et se distinguaient principalement par des vilebrequins en acier (au lieu de la fonte nodulaire), des manetons plus grands, des orifices et des soupapes plus petits, des arbres de distribution différents, des pompes à eau différentes et une plus grande utilisation de fer pour ses pièces.

## Utilisation
Les moteurs de la série FE étaient utilisés dans les voitures, les camions, les bus et les bateaux, ainsi que dans les pompes industrielles et autres équipements. Ford a produit le moteur à partir de 1958 et a cessé sa production en 1976. Le soutien du marché secondaire s'est poursuivi, avec des pièces de rechange ainsi que de nombreux composants nouvellement conçus et améliorés.
Dans les véhicules Ford, le FE équipait principalement les voitures et les camions de taille normale et moyenne. Quelques-uns des modèles dans lesquels le FE était installé :
Ford Galaxie, Ford Custom 500, Ford Mustang, Ford Thunderbird - 3e génération, Ford Thunderbird - 4e génération, Ford LTD, Ford Torino, Ford Ranchero, Ford Talladega, Ford Fairlane, Ford Fairlane Thunderbolt, et les camions de la série F, mais généralement uniquement ceux d'une tonne et moins.
Outre son utilisation dans les véhicules de marque Ford et Mercury, le FE était également vendu à des tiers pour être utilisé dans leurs propres produits tels que les bus et les bateaux. En outre, le FE était utilisé pour alimenter des pompes d'irrigation, des générateurs et d'autres machines nécessitant un service fiable, à bas régime et de longue durée.

Ford a régulièrement apporté des mises à jour à la conception de la FE qui apparaissent sous forme de codes d'ingénierie ou de variations dans les numéros de coulée des pièces. En plus des codes de moulage de production, Ford utilisait également les numéros "SK" et "XE" si les pièces étaient des pièces uniques ou des conceptions de développement non approuvées pour la production. De nombreuses pièces montées sur les moteurs de course de Ford portaient les numéros SK et XE.

### Marine

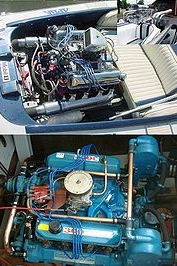
Exemples de moteurs FE installés dans des bateaux

Le bloc FE a été fabriqué à l'aide d'une technique de moulage à paroi mince, où les ingénieurs de Ford ont déterminé la quantité de métal nécessaire et ont repensé le processus de moulage pour obtenir des résultats dimensionnels cohérents. Une Ford FE sortie d'usine pesait 295 kg avec tous les composants en fer, alors que les offres similaires de sept litres de GM et Chrysler pesaient plus de 318 kg. Avec une admission en aluminium et une pompe à eau en aluminium, le FE pouvait être réduit à moins de 272 kg. Ce gain de poids était important pour les plaisanciers et les coureurs. Le FE était populaire dans les applications marines à transmission en V, disponible en option d'usine sur les bateaux Century.

À partir de 1968, les SEALS de la US Navy ont utilisé deux 427 FE pour propulser leur embarcation légère de soutien SEAL (LSSC).[précision nécessaire]

### Courses

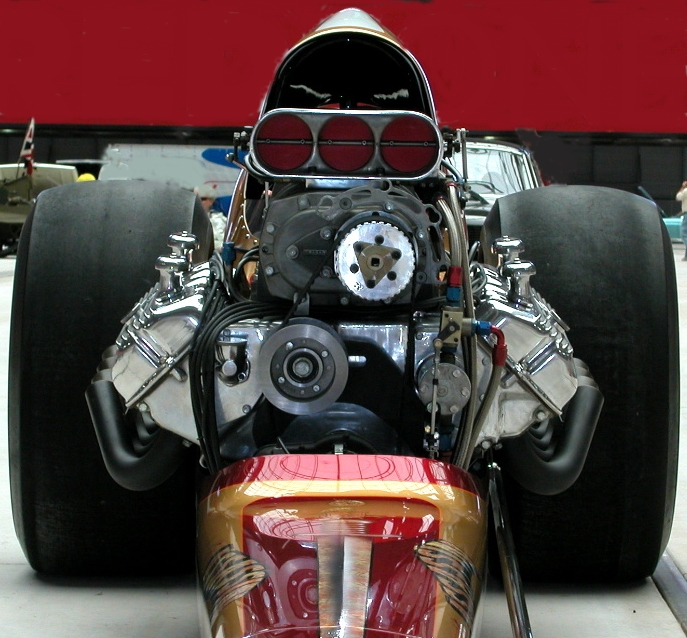
Ford SOHC Hemi (Cammer) dragster à moteur avant sur rail

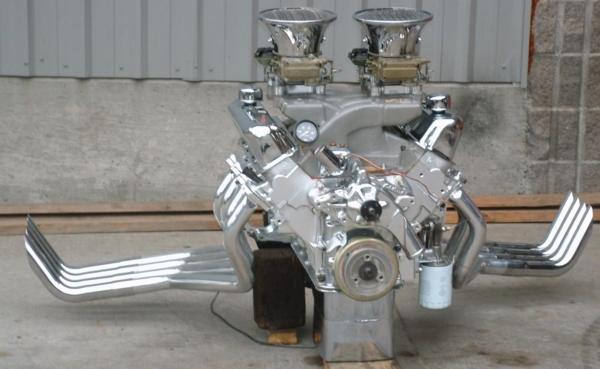
Flopper Funny Car FE

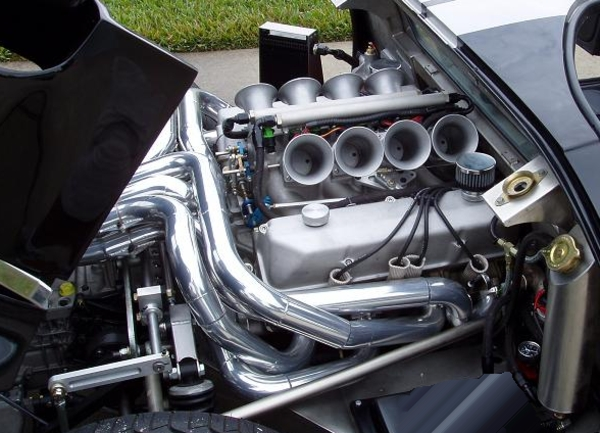
Injection d'origine à travers l'échappement, utilisée dans les GT40.

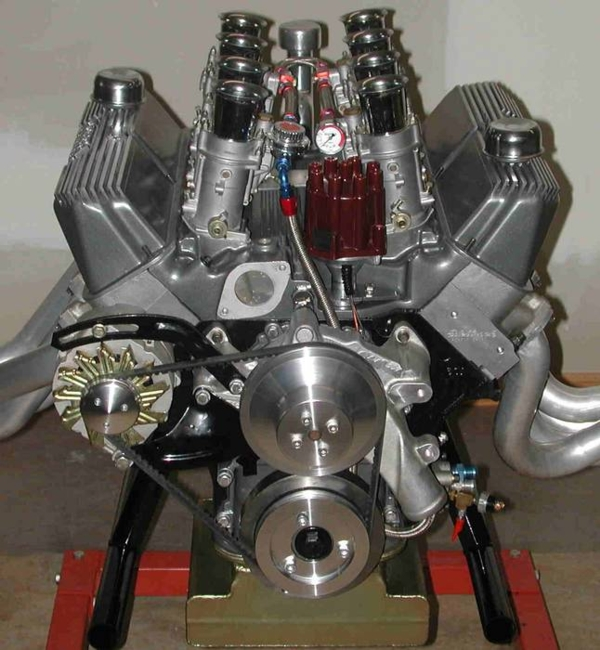
FE avec 4 carburateurs Weber tels qu'installés dans les 427 AC Cobras de compétition.

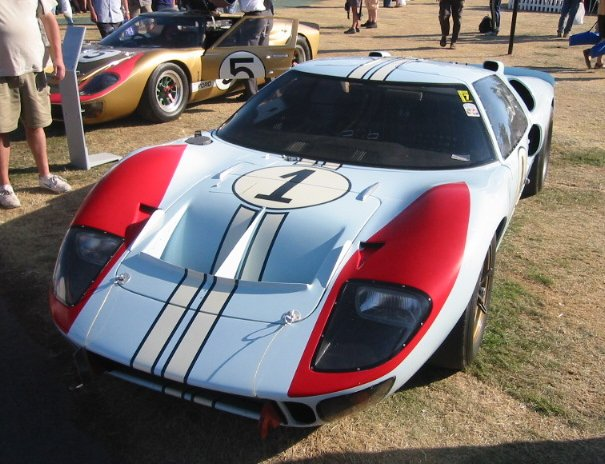
Les Ford GT40 Mk II ont terminé 1-2-3 aux 24 Heures du Mans 1966. Conduite par Miles/Hulme, cette voiture a terminé 2e.

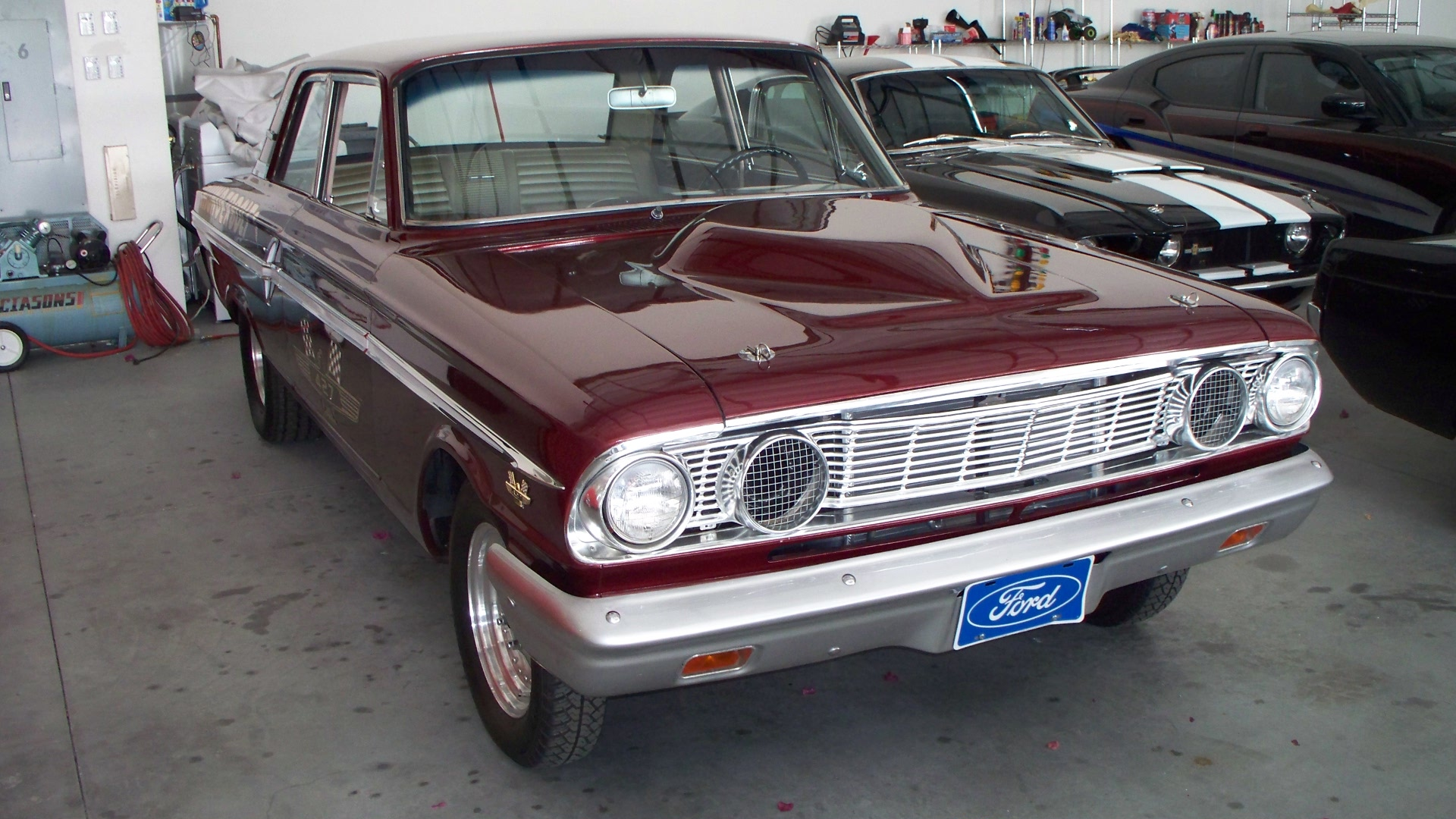
1964 - Fairlane Thunderbolt

Parmi les modèles spécifiques utilisant des moteurs à allumage commandé, il y a l'AC Cobra MKIII, les GT40, l'AC Frua, ainsi que diverses versions de course d'usine de Ford Mustangs, Ford Galaxies, Ford Fairlanes et Ford Thunderbirds.
Dans les années 1960, la plupart des courses organisées exigeaient soit des composants de série, soit des composants facilement disponibles pour le grand public. Pour les courses NASCAR, les règles exigeaient qu'au moins 500 véhicules équipés pour la course soient vendus au grand public. De nombreuses organisations de dragster et de courses sur route avaient des règles similaires, ce qui a contribué à la mise à disposition d'une large gamme de pièces de performance dans les comptoirs de pièces des concessionnaires Ford. En outre, les fournisseurs du marché secondaire ont produit des pièces et des accessoires de performance.
L'utilisation du FE par Ford elle-même comme moteur dans nombre de ses programmes de course et de ses véhicules de performance a entraîné des améliorations et des modifications techniques constantes au cours de sa vie. Parmi les modifications du FE inspirées par la course et qui ont ensuite été intégrées aux moteurs de série, il y a le bloc à ailettes latérales, qui dirige l'huile d'abord vers les parties inférieures du bloc.

#### Courses sur route et sur piste
En 1963, les 427 Galaxies dominent la NASCAR, principalement parce qu'en janvier 1963, G.M. a demandé à ses divisions de se retirer de la course. Tiny Lund a remporté la plus grande course de l'année, le Daytona 500, les 427 terminant de la première à la cinquième place. Ford a remporté 23 courses contre 19 pour Plymouth. Les Plymouth ont remporté toutes leurs victoires sur les circuits courts, tandis que Ford a dominé les super circuits, Chevrolet a terminé avec huit victoires et Pontiac avec quatre.
En 1964, Ford a réalisé la meilleure saison de son histoire, avec 30 victoires. Dodge était deuxième avec 14, tandis que Plymouth en avait 12. En ajoutant les cinq victoires de Mercury, la 427 a remporté un total de 35 victoires en NASCAR Grand National pour la saison 1964. Fred Lorenzen a remporté l'Atlanta 500 et a battu les Dodge et Plymouth, qui utilisaient des moteurs 426 Hemi, dans six des sept courses suivantes. Ford utilisait l'admission haute et les culasses correspondantes, qui étaient autorisées par la NASCAR pour une saison (1964).
En 1965, la NASCAR a interdit la version surélevée du moteur de Ford, au motif qu'elle ne rentrait pas dans les capots "de série". Le 426 Hemi de Chrysler a également été interdit, mais il est revenu en 1966 après qu'une version désaccordée ait été installée dans un véhicule de série cette année-là. Pour la saison 1965, Ford a développé sa propre version d'un moteur à hémi-chambre, le 427 arbre à cames en tête (ACT) "Cammer" qui utilisait un seul arbre à cames en tête entraîné par chaîne par tête pour actionner les soupapes de son hémi. La NASCAR a interdit ce moteur. Ford a ensuite mis au point l'admission et la culasse de taille moyenne, qui s'adaptaient aux capots de série et ont été acceptées par la NASCAR. Ned Jarrett, qui pilotait pour Ford, a été champion du Grand National en 1965 et Ford a remporté la couronne de la NASCAR.
Toujours en 1965, Ford et Carroll Shelby ont commencé la production d'une nouvelle Cobra améliorée utilisant un moteur FE de 7,0 L à la place du petit bloc Windsor original de 4,7 L. Un nouveau châssis a été construit en élargissant les tubes principaux de 76,2 mm à 101,6 mm, avec des ressorts hélicoïdaux tout autour. La nouvelle voiture a également des ailes larges et une ouverture de radiateur plus grande. Le moteur "street" S/C (pour semi-compétition) développait 425 ch (317 kW), ce qui permettait une vitesse de pointe de 262 km/h, et la version compétition (csx 6000) 485 ch (362 kW) avec une vitesse de pointe de 298 km/h. La production de la Cobra Mark III a commencé le 1er janvier 1965, et celle-ci a été utilisée pour la course jusque dans les années 1970. Une S/C originale a été vendue en 2011 pour 1,5 million US$, ce qui en fait l'une des variantes de Cobra les plus précieuses.
En 1966, la Ford GT40 Mk II de 427 cu in a dominé la course des 24 Heures du Mans, avec un résultat de un-deux-trois.
En 1967, Parnelli Jones, au volant d'une Fairlane préparée par Holman-Moody, remporte la course sur route Riverside 500 qui ouvre la saison. Ensuite, Mario Andretti a remporté le Daytona 500 au volant d'une Fairlane, Fred Lorenzen l'ayant devancé de peu dans sa Ford Holman-Moody. La FE propulse à nouveau le vainqueur des 24 Heures du Mans. En 1968, les règles de la course ont été modifiées, limitant la cylindrée à 4,9 L dans certaines circonstances. Ford a gagné les deux années suivantes en utilisant son petit bloc Ford Windsor dans la GT40.
Le partenaire de course de Ford, la société privée Holman-Moody, a également développé une version de la FE pour la série de courses CanAm. Elle utilisait des culasses à orifice tunnel fournies par l'usine, un système d'injection de carburant mécanique monté sur un collecteur d'admission en croix et un système d'huile à carter sec révisé, mais n'a rencontré qu'un succès limité.

#### Dragster
Les courses de dragster organisées (la NHRA, l'AHRA et même la NASCAR ont participé à des courses de dragster au milieu des années 1960) ont été l'une des principales occasions pour la FE sous ses différentes formes. Nombre des produits les plus innovants ont été développés et utilisés pour les courses de dragsters au quart de mille, les fournisseurs du marché des pièces de rechange soutenant avec enthousiasme la conception du moteur avec des produits tels que des prises d'air spéciales, des arbres à cames, des surcompresseurs, des collecteurs, des culasses, des pompes à eau et à carburant et des collecteurs d'échappement. Mais c'est la société Ford elle-même qui a développé les produits et les plates-formes les plus performants pour le drag-racer. À partir de 1962 et jusqu'en 1964, Ford a fabriqué des versions légères de son populaire modèle Galaxie en utilisant de l'aluminium, de la fibre de verre et des composants spécialement choisis pour privilégier la légèreté au confort ou au style. De nombreuses pièces n'étaient tout simplement pas installées sur le véhicule, comme l'essuie-glace côté passager, l'insonorisation, les accoudoirs, le chauffage et la radio.
À la fin de l'année 1964, Ford a demandé à Holman & Moody de préparer dix Mustang à moteur 427 pour participer à la classe A/Factory Experimental de la National Hot Rod Association (NHRA) lors de la saison 1965 des courses de dragsters. Cinq de ces Mustang spéciales ont fait leurs débuts en compétition lors du NHRA Winternationals 1965, où elles se sont qualifiées dans la classe Factory Stock FX Eliminator pour (voitures FX uniquement). La voiture pilotée par Bill Lawton a remporté la classe.
Pour le modèle de l'année 1964, Ford a présenté la Thunderbolt, une berline Fairlane 500 à deux portes. Modifiée pour recevoir un moteur 427 high-riser, elle présentait un capot bulle en forme de goutte d'eau pour dégager le système d'induction et les composants du groupe motopropulseur du modèle Galaxie plus grand. Les deux phares intérieurs ont été éliminés et remplacés par des entrées d'air dirigées directement vers les deux carburateurs à quatre corps. C'était une première dans l'industrie, la seule fois qu'une drag car clé en main était mise à la disposition du grand public. Cependant, les modifications importantes apportées à la voiture ne répondaient pas aux normes de qualité d'apparence de Ford,.
| CE VÉHICULE A ÉTÉ CONSTRUIT SPÉCIALEMENT COMME UNE VOITURE DE COMPÉTITION LÉGÈRE ET COMPREND CERTAINS COMPOSANTS EN FIBRE DE VERRE ET EN ALUMINIUM. EN RAISON DE L'USAGE SPÉCIALISÉ POUR LEQUEL CE VÉHICULE A ÉTÉ CONSTRUIT ET AFIN D'OBTENIR UNE RÉDUCTION DE POIDS MAXIMALE, LES NORMES DE QUALITÉ NORMALES DE LA FORD MOTOR COMPANY EN TERMES D'AJUSTEMENT DES PANNEAUX EXTÉRIEURS ET D'ASPECT DE SURFACE NE SONT PAS RESPECTÉES SUR CE VÉHICULE. CETTE INFORMATION EST INCLUSE SUR CE VÉHICULE POUR S'ASSURER QUE TOUS LES CLIENTS QUI ACHÈTENT CETTE VOITURE SONT CONSCIENTS DE LA DÉVIATION PAR RAPPORT AUX NORMES DE QUALITÉ HABITUELLES DE LA FORD MOTOR COMPANY,. |

Le meeting NHRA Super Stock de 1964 a été remporté par une Thunderbolt. Cependant, les trois titres NHRA Top Stock Eliminator ont été remportés par la Race Hemi de Chrysler.[source insuffisante] Près d'un demi-siècle plus tard, en 2013, une Thunderbolt a établi un nouveau record SS/A de 8,55 secondes dans le quart de mile, avec une vitesse de fermeture de 248 km/h.
En 1963, Dick Brannan établit le record national NHRA Super/Stock à 12.42 par une chaude journée de juillet. Lors de la plus grande course de l'année, les INDY Nationals, la Galaxie légère d'Ed Martin a perdu la course au trophée Super Stock face à la Dodge de John Barker, mais lors du démontage, on a découvert que la Dodge avait une came illégale. Dans les courses de dragsters, la Ford Galaxie 427 a remporté trois événements nationaux consécutifs : les Indy Nationals de 1964, les WinterNationals de 1965 et les Indy Nationals de 1965. C'est Mike Schmitt qui conduit la Galaxie Desert Motors vers la victoire en classe AA/SA aux Indy Nationals 1964. Aux Winternationals de 1965, c'est un coup de balai : la quatre vitesses de Doug Butler remporte la victoire en AA/S avec un temps de 12,77 @ 114,21 et Bill Hanyon gagne du côté automatique avec un temps de 12,24 @ 117,95. De plus, la Galaxie 1964 "Double A Stock" de Bud Schellenberger a remporté la victoire en 1965 aux Indy Nationals Top Stock Eliminator avec un temps de 12,16 @ 114,21. Le Shelby Super Snake top fuel dragster, propulsé par une 427 SOHC suralimentée, est devenu la première voiture de la NHRA à franchir la barrière des six secondes au quart de mile. C'est le vainqueur du NHRA Spring Nationals de 1966. Depuis, au cours de chaque décennie, la FE a détenu des records de course d'accélération. En 2011, la nouvelle décennie s'ouvre avec le record national NHRA SS/F (les règles de la classe incluent le taux de compression, la taille des soupapes, la taille des carburateurs et d'autres limitations d'équipement de type OEM) : le quart de mille en 9,29 secondes, avec une vitesse de fermeture de 231 km/h.

#### Autres courses sur circuit fermé
En 1970, un véhicule à moteur FE a établi le record de vitesse sur terre pour le Royaume-Uni. Tony Densham a établi le nouveau record britannique de vitesse sur terre d'un peu plus de 334,1 km/h sur le kilomètre volant (la moyenne de deux courses en sens inverse en une heure) et a conservé ce record pendant plus de 30 ans. Le véhicule à moteur FE a battu le record britannique officiel de vitesse sur roues sur les distances de 500 et kilomètres volants, jusqu'alors détenu par Sir Malcolm Campbell, de 281 km/h.

### Automobiles personnalisées
Le moteur FE est largement utilisé dans les installations personnalisées. La grande disponibilité des multi-carburateurs et autres prises d'air exotiques, ainsi que de nombreuses autres "pièces d'habillage", a contribué à son utilisation là où le moteur serait mis en valeur. Les FE équipaient les Batmobiles originales construites par George Barris pour la série télévisée de 1966. Il s'insérait sous le capot avec le Bat-ray, la Bat-ram, un trancheur de chaîne en aluminium monté sur le nez et tout le matériel de support associé du véhicule de 5 500 livres. Une version dragstrip était équipée d'une 427 FE préparée par Holman-Moody avec deux quads, qui était lancée en deuxième vitesse et faisait tourner ses pneus sur toute la longueur du quart de mile de la piste. En 1968, Carroll Shelby a créé une Mustang personnalisée en utilisant un modèle California Special et une Ford 428 FE expérimentale (connue sous le nom de CJX, précurseur de la 428 Cobra Jet). Ce "frelon vert"[source insuffisante] était doté d'une suspension arrière indépendante personnalisée, de freins à disque aux quatre roues et d'un système d'injection de carburant à orifice contrôlé électroniquement Conelec. Il avait un temps de 0 à 60 de 5,7 secondes et une vitesse de pointe de 253 km/h, contre 6,5 secondes de 0 à 60 et 206 km/h de vitesse de pointe pour une Shelby GT500 de 428 cu in avec FE d'origine,.

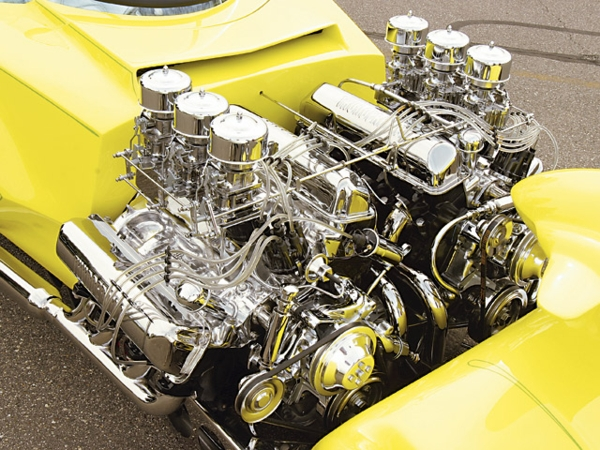
Paire de FE utilisées dans un custom d'Ed Roth
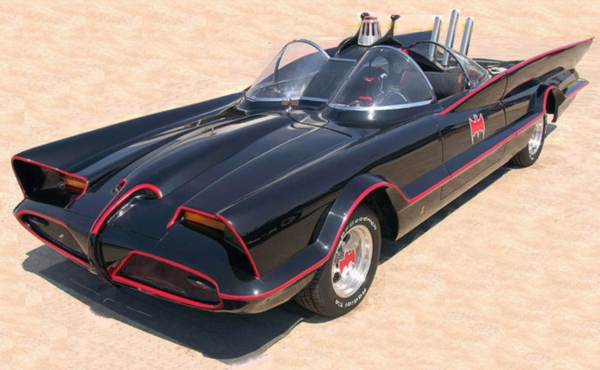
Batmobile
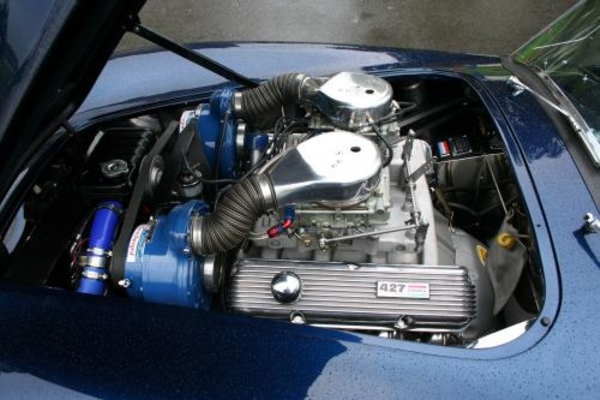
Une FE avec deux superchargers en hommage à la Cobra 200 M.P.H. rendue célèbre par Bill Cosby.
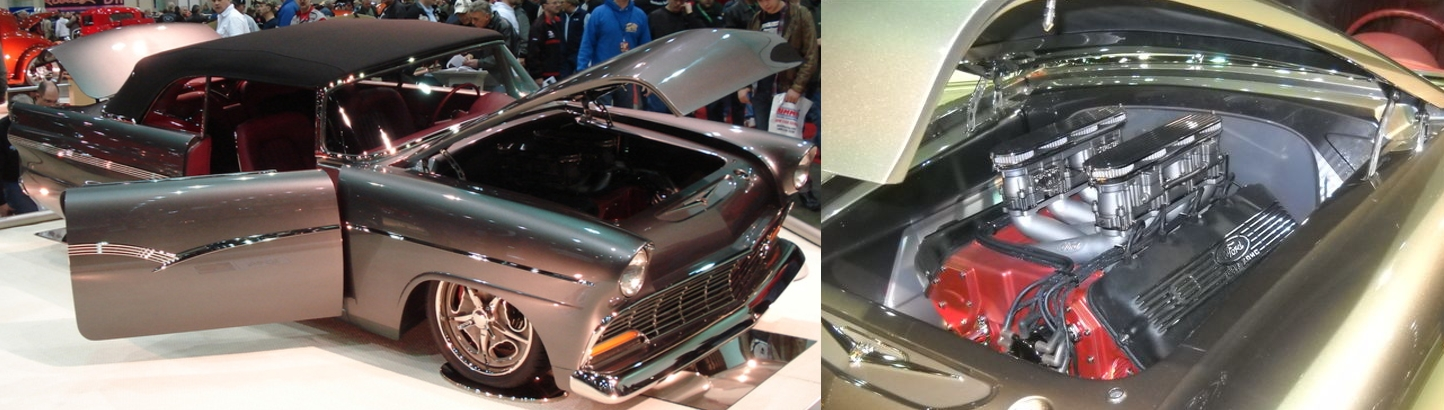
Lauréat du prix Ridler 2011 - Ford Sunliner 1956 avec un FE SOHC (Cammer)

## Description

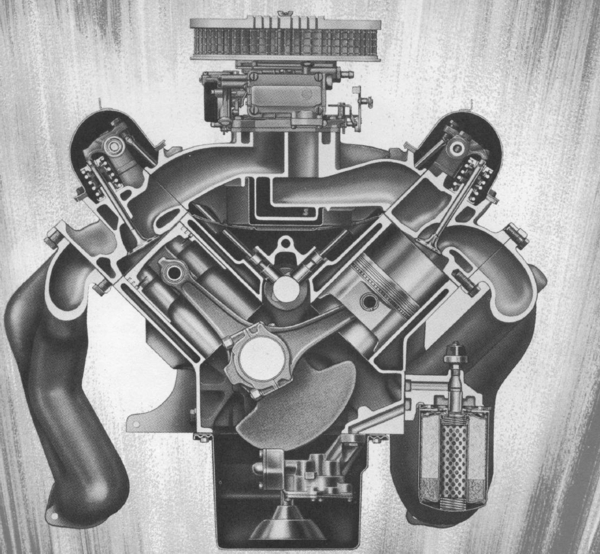
Coupe FE montrant un bloc en forme de Y à jupe profonde

Les moteurs FE et FT sont des blocs en Y - appelés ainsi parce que le moulage du bloc-cylindres s'étend sous l'axe du vilebrequin, ce qui confère une grande rigidité et un bon support aux roulements du vilebrequin. Sur ces moteurs, le moulage s'étend sur 92,1 mm sous l'axe du vilebrequin, soit plus de 25 mm sous le bas des tourillons de vilebrequin.
Les blocs étaient coulés en deux groupes principaux : top-oiler et side-oiler. Le bloc top-oiler envoyait d'abord l'huile vers le centre supérieur, tandis que le bloc side-oiler envoyait d'abord l'huile le long d'un passage situé sur le côté inférieur du bloc.
Tous les moteurs FE et FT ont un espacement des alésages (distance entre les centres des cylindres) de 117,6 mm et une hauteur de plateau (distance entre le centre du vilebrequin et le haut du bloc) de 258,3 mm. Le diamètre du tourillon principal (palier du vilebrequin) est de 69,8 mm. Dans la famille des moteurs Ford de l'époque, le FE n'était ni le plus grand ni le plus petit bloc.
| Cylindrée       | Type               | Alésage +0.0036/-0.0000 | Course +/-0.004     |
| --------------- | ------------------ | ----------------------- | ------------------- |
| 330 po3 (5,4 l) | FT                 | 3,875 po (98,4 mm)      | 3,5 po (88,9 mm)    |
| 332 po3 (5,4 l) | FE                 | 4 po (101,6 mm)         | 3,3 po (83,8 mm)    |
| 352 po3 (5,8 l) | FE                 | 4 po (101,6 mm)         | 3,5 po (88,9 mm)    |
| 359 po3 (5,9 l) | FT                 | 4,05 po (102,9 mm)      | 3,5 po (88,9 mm)    |
| 360 po3 (5,9 l) | FE                 | 4,05 po (102,9 mm)      | 3,5 po (88,9 mm)    |
| 361 po3 (5,9 l) | FE                 | 4,05 po (102,9 mm)      | 3,5 po (88,9 mm)    |
| FT              |                    | 4,05 po (102,9 mm)      | 3,5 po (88,9 mm)    |
| 389 po3 (6,4 l) | 3,784 po (96,1 mm) | 4,05 po (102,9 mm)      |                     |
| 390 po3 (6,4 l) | 3,784 po (96,1 mm) | 4,05 po (102,9 mm)      | FE                  |
| 391 po3 (6,4 l) | FT                 | 4,05 po (102,9 mm)      | 3,786 po (96,2 mm)  |
| 396 po3 (6,5 l) | FE                 | 4,232 8 po (107,5 mm)   | 3,514 po (89,3 mm)  |
| 406 po3 (6,7 l) | FE                 | 4,13 po (104,9 mm)      | 3,784 po (96,1 mm)  |
| 410 po3 (6,7 l) | FE                 | 4,05 po (102,9 mm)      | 3,984 po (101,2 mm) |
| 427 po3 (7 l)   | FE                 | 4,232 8 po (107,5 mm)   | 3,784 po (96,1 mm)  |
| 428 po3 (7 l)   | FE                 | 4,13 po (104,9 mm)      | 3,984 po (101,2 mm) |

|            | Petit bloc | Petit bloc | Petit bloc |            | Bloc moyen | Bloc moyen | Bloc moyen |            | Gros bloc | Gros bloc  | Gros bloc |
| Espacement | Cylindrée  | AKA        |            | Espacement | Cylindrée  | AKA        |            | Espacement | Cylindrée | AKA        |           |
| 4.38"      | 239 in3    | Y-block    |            | 4.63"      | 332 in3    | FE         |            | 4.90"      | 383 in3   | MEL        |           |
| 4.38"      | 272 in3    | Y-block    |            | 4.63"      | 352 in3    | FE         |            | 4.90"      | 410 in3   | MEL        |           |
| 4.38"      | 292 in3    | Y-block    |            | 4.63"      | 360 in3    | FE         |            | 4.90"      | 430 in3   | MEL        |           |
| 4.38"      | 312 in3    | Y-block    |            | 4.63"      | 390 in3    | FE         |            | 4.90"      | 462 in3   | MEL        |           |
| 4.38"      | 260 in3    | Windsor    |            | 4.63"      | 406 in3    | FE         |            | 4.90"      | 429 in3   | 385-series |           |
| 4.38"      | 289 in3    | Windsor    |            | 4.63"      | 410 in3    | FE         |            | 4.90"      | 460 in3   | 385-series |           |
| 4.38"      | 302 in3    | Windsor    |            | 4.63"      | 427 in3    | FE         |            |            |           |            |           |
| 4.38"      | 351 in3    | Windsor    |            | 4.63"      | 428 in3    | FE         |            |            |           |            |           |
| 4.38"      | 302 in3    | 335-series |            | 4.63"      | 330 in3    | FT         |            |            |           |            |           |
| 4.38"      | 351 in3    | 335-series |            | 4.63"      | 361 in3    | FT         |            |            |           |            |           |
| 4.38"      | 400 in3    | 335-series |            | 4.63"      | 391 in3    | FT         |            |            |           |            |           |

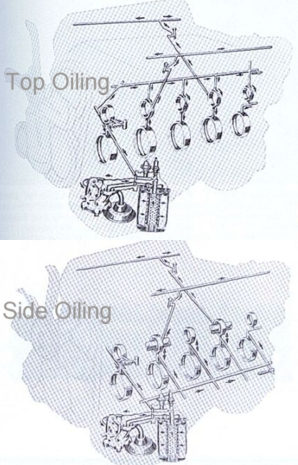
Voies d'écoulement de l'huile FE

Étant donné que la FE n'a jamais été une conception complètement statique et qu'elle a été constamment améliorée par Ford, les références à une version particulière de la FE peuvent devenir difficiles. En général, cependant, la plupart des FE peuvent être décrites à l'aide des descripteurs suivants :
1. Nombre de carburateurs, c'est-à-dire un seul 2V (deux corps), un seul 4V, un double quad (deux carburateurs 4V), un tripower (trois carburateurs 2V) ou un Weber (quatre carburateurs Weber 2V).
2. Bloc de type "top-oiler" ou "side-oiler" (bien qu'il existe des cas connus de blocs de type "side-oiler" percés en usine en tant que "top-oiler" ; peut-être pour sauver des blocs dont le contrôle de qualité les empêchait d'être achevés en tant que "side-oiler").
3. Type de culasse : bas, moyen, haut, tunnel ou SACT. Ces descriptions se réfèrent en fait aux prises d'air utilisées avec les culasses... une prise d'air basse, conçue pour s'adapter à une ligne de capot basse, était le modèle le plus ancien. L'admission à hauteur élevée nécessitait une bulle dans le capot des voitures sur lesquelles elle était installée pour obtenir un dégagement. Alors que les culasses à élévation basse et moyenne pouvaient être utilisées en combinaison avec des prises d'air à élévation basse ou moyenne, la culasse à élévation haute nécessitait une prise d'air à élévation haute en raison de la hauteur accrue de l'orifice d'admission. L'orifice d'admission de la colonne montante moyenne est en fait plus court en hauteur, bien que plus large, que celui de la colonne montante basse. Les orifices du highriser sont plus hauts que ceux du low-riser ou du medium-riser. Dans les prises d'air basses, le carburateur est placé relativement bas, de sorte que le mélange air-carburant doit suivre un chemin plus sinueux jusqu'à la chambre. Dans le cas d'une admission haute, le carburateur est placé environ 152 mm plus haut, de sorte que le mélange air-carburant suit un chemin plus droit vers la chambre. Les culasses à tunnel et à SACT se boulonnaient toutes deux sur des blocs FE de toutes sortes, mais nécessitaient leurs propres prises d'air correspondantes. Au sein des principaux groupes de culasses, il existe également des différences dans la conception des chambres, avec des chambres de petite taille, des chambres usinées et des chambres de grande taille. La taille et le type de chambre influent sur le taux de compression, ainsi que sur les performances globales du moteur.

## Génération 1

### 332
Le moteur FE de plus petite cylindrée était le "332" de 5,4 litres, avec un alésage de 101,60 mm et une course de 83,82 mm. Il a été utilisé dans les voitures de la marque Ford en 1958 et 1959, dans les voitures de la marque Edsel commercialisées aux États-Unis et au Canada en 1959, et dans les Edsel 1958 et 1959 configurées pour l'exportation,,,. La version à deux corps produisait 240 ch (179,0 kW), une version à quatre corps Holley ou Autolite 265 ch (197,6 kW).

#### Configurations et applications du moteur 332
Il ne faut pas confondre le bloc FE de 1re génération avec les blocs 383, 410, 430 Mercury MEL, qui avaient une chambre de combustion en forme de coin dans leur bloc, et non dans la tête comme dans les blocs FE.
- 4V, 9,5:1 - 265 ch (197,6 kW) à 4 600 tr/min et 488 N m à 2 800 tr/min
  - Ford de 1958
  - Edsel Ranger, Pacer, Villager, Roundup et Bermuda de 1958, véhicules d'exportation outre-mer uniquement.
- 2V, 8,9:1 - 225 ch (167,8 kW) à 4 600 tr/min et 441 N m à 2 200 tr/min
  - Ford de 1959
  - Edsel Corsair et Villager, équipement standard, (appelé "Express V8") de 1959[18]

### 352

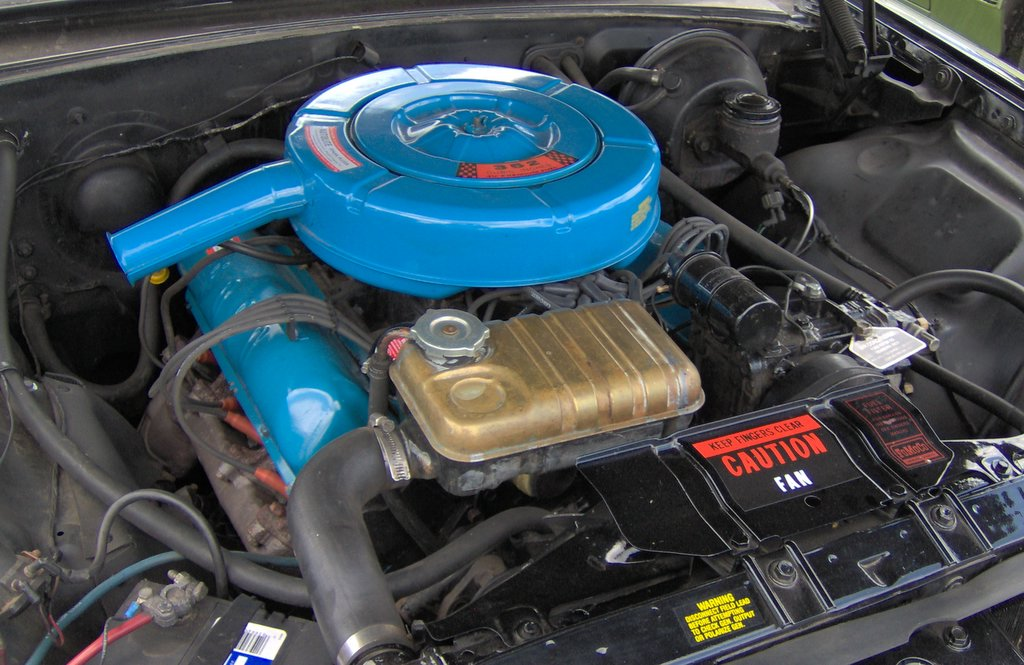
V8 352 FE dans une Galaxie 500 XL de 1964

Introduit en 1958 dans la gamme de moteurs V8 Ford Interceptor, le Ford 352 de 5,77 litres de cylindrée réelle a remplacé le bloc Y de Lincoln. Il s'agit d'un 332 caréné avec une course de 88,90 mm et un alésage de 101,60 mm, et sa puissance allait de 208 ch (155,1 kW) avec un carburateur double corps à plus de 300 ch (223,7 kW) sur les modèles à 4 corps. Lorsque ces moteurs ont été introduits, ils ont été appelés Interceptor V-8 sur les modèles de base et Interceptor Special V-8 sur les modèles à 4 corps. Le 352 codé H vin 1958 a été désigné comme Interceptor V-8 Thunderbird Special selon le 1958 Ford V8 Cars & Thunderbird Service Manual pg 483. L'Interceptor était le moteur de base des performances en 1958. Pour l'année modèle 1959, la série de moteurs FE a été rebaptisée Thunderbird V-8 et Thunderbird Special V-8. Lorsqu'ils étaient installés dans des véhicules Mercury, ces moteurs étaient appelés "Marauder". Cette série de moteurs pesait généralement plus de 295 kg. En 1960, Ford a créé une version haute performance du 352 d'une puissance de 360 chevaux (270 kW) ; elle était équipée d'un collecteur d'admission en aluminium, d'un carburateur Holley 4160 à 4 corps, de collecteurs d'échappement de type collecteur en fonte, d'un taux de compression de 10.5:1 et de poussoirs solides.

#### Configurations et applications du moteur 352
- 2V
  - 8.4:1 - 208 chevaux (155 kW) à 4 000 tr/min et 420 N m à 2 800 tr/min
    - Ford F-Series de 1965 à 1967

  - 8.9:1 - 220 chevaux (160 kW) à 4 400 tr/min et 502 N m à 2 400 tr/min
    - Ford de 1961 à 1963
    - Mercury de 1961 à 1963 (Meteor de 1961 and Monterey, Commuter Wagon, Colony Park de 1961 à 1963)
- 4V
  - 10.2:1 - 300 chevaux (220 kW) à 4 600 tr/min et 536 N m à 2 800 tr/min
    - Ford Interceptor de 1958
    - Ford de 1958 à 1959
    - Ford Thunderbird de 1958 à 1959

  - 9.6:1 - 300 chevaux (220 kW) à 4 600 tr/min et 515 N m à 2 800 tr/min
    - Ford de 1960
    - Edsel de 1960[22]
    - Ford Thunderbird de 1960

  - 10.6:1 - 360 chevaux (270 kW) à 6 000 tr/min et 515 N⋅m à 3 400 tr/min
    - Ford de 1960

  - 8.9:1 - 235 chevaux (175 kW) à 4 400 tr/min et 475 N m à 2 400 tr/min
    - Ford de 1960

  - 9.3:1 - 250 chevaux (190 kW) à 4 400 tr/min et 477 N m à 2 800 tr/min

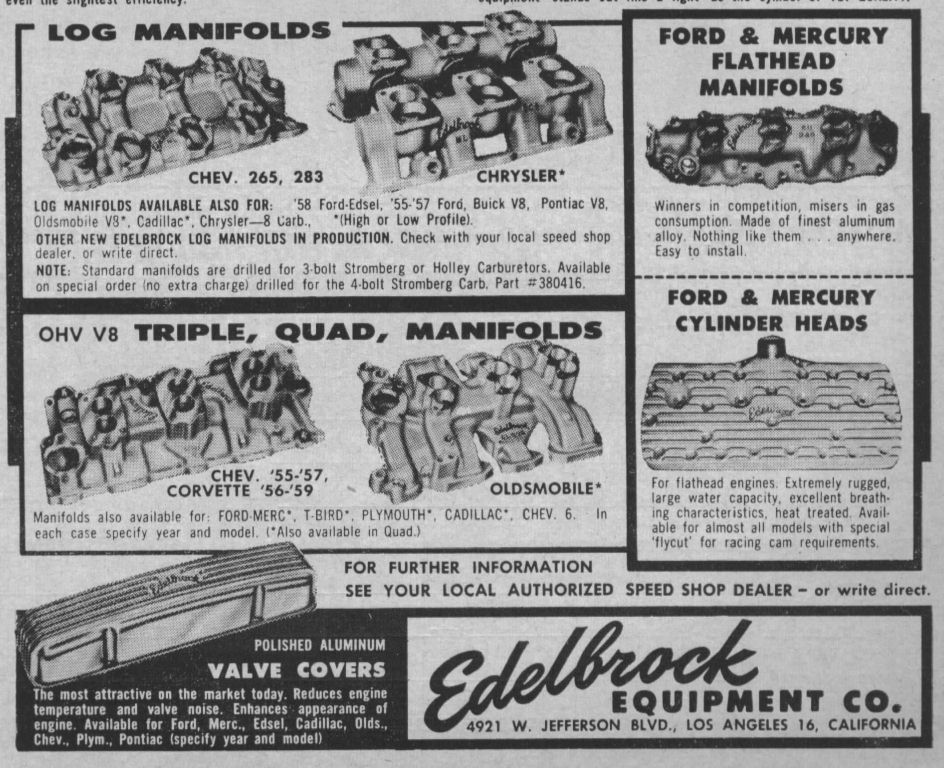
Publicité de 1958

    - Ford de 1964 à 1966

### 361 Edsel

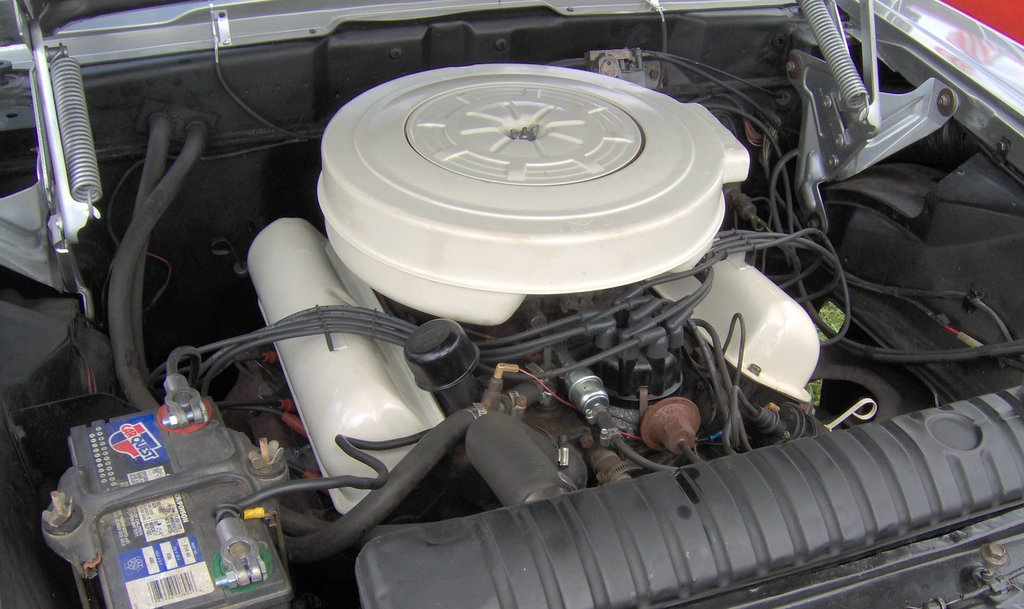
361 FE V8 dans une Edsel Corsair de 1959

Les moteurs Edsel 361 ont été assemblés à Cleveland, Ohio, et à Dearborn, Michigan. Ils faisaient partie de l'équipement standard des Edsel Ranger, Pacer, Villager, Roundup et Bermuda de 1958. L'Edsel 361 a été le tout premier moteur à bloc FE à être proposé à la vente sur n'importe quel marché, ayant été présenté au public aux États-Unis le 4 septembre 1957, presque deux mois avant la vente de toute Ford de 1958. Le moteur FE 361 cid 4V a également été vendu sur les Edsel 1959 aux États-Unis et au Canada, ainsi que sur les automobiles de marque Ford et Meteor de 1958 et 1959 au Canada, en remplacement du 352 cid, qui n'était pas disponible sur les marques de Ford du Canada avant l'année modèle de 1960. Les moteurs Edsel 361 étaient disponibles pour les forces de l'ordre américaines et les services d'urgence des États et des municipalités qui achetaient des Ford de flotte sous la forme du "Police Power Pack" de 1958,,.

#### Configurations et applications du moteur 361 Edsel
- 4V
  - Taux de compression 10.5:1
  - 303 ch (225.9 kW) à 4 600 tr/min
  - 542 N m Couple à 2 800 tr/min
  - 102,87 mm x 88,90 mm Alésage/Course
  - Carburateur 4-bbl Holley ou Ford (Autolite)
  - Soupape en tête à poussoir
  - Chambre de combustion usinée en angle
  - Ordre d'allumage : 1-5-4-2-6-3-7-8
  - Numérotation des cylindres (de l'avant à l'arrière) : Droite 1-2-3-4 Gauche 5-6-7-8
  - Bougies d'allumage de 18 mm, écartement de 0,86 mm.
  - Poussoirs hydrauliques
  - Edsel Ranger, Pacer, Villager, Roundup et Bermuda de 1958, équipement standard (appelé "E400")
- 4V
  - Taux de compression 9.6:1[18],[27] ou 10.0:1, dépend de la source d'information[28],[29].
  - 303 ch (225,9 kW) à 4 600 tr/min
  - Couple de 529 N m à 2 800 tr/min
  - Alésage/Course 102,87 mm x 88,90 mm
  - Carburateur Ford 4-bbl (Autolite)
  - Soupape en tête à poussoir
  - Chambre de combustion coulée à bords obliques
  - Ordre d'allumage : 1-5-4-2-6-3-7-8
  - Numérotation des cylindres (de l'avant à l'arrière) : Droite 1-2-3-4 Gauche 5-6-7-8
  - Bougies d'allumage de 18 mm, écartement de 0,86 mm.
  - Poussoirs hydrauliques
  - Edsel Corsair, Villager et Ranger de 1959, équipement en option (appelé "Super Express V8")

### Camions 360
Le 361/360, d'une cylindrée réelle de 5,9 litres, a été introduit en 1968 et retiré progressivement à la fin de l'année 1976 ; il était utilisé dans les camions et les pick-ups de la Ford F-Series. Il a l'alésage d'un 390 (102,87 mm) et utilisait l'ensemble rotatif de 88,90 mm du 352. Les 361 et 360 étaient également construits avec des composants internes résistants pour une utilisation en camion. L'utilisation d'une came standard 352/390 pour les voitures particulières ainsi que le réglage du carburateur et du distributeur permettaient au 360 d'offrir des performances similaires à celles des moteurs de voitures 352 et 390. Sa puissance nominale est de 215 ch (160,3 kW) à 4 100 tr/min et son couple de 508 N m à 2 600 tr/min (carburateur 2 corps, 1968). La 360 utilisait le même bloc, les mêmes culasses et d'autres pièces qu'une 390, ce qui fait qu'il est impossible de les distinguer l'une de l'autre, sauf si la course est mesurée.

#### Configurations et applications des moteurs 360 de camions
- 2V, 8.4:1
  - 215 ch (160,3 kW) à 4 100 tr/min et 508 N m à 2 600 tr/min
    - Camions de 1968 à 1971[26]

  - 196 chevaux (146 kW) nets à 4 000 tr/min et 443 N m à 2 400 tr/min
    - Camions de 1972 à 1976

### 390

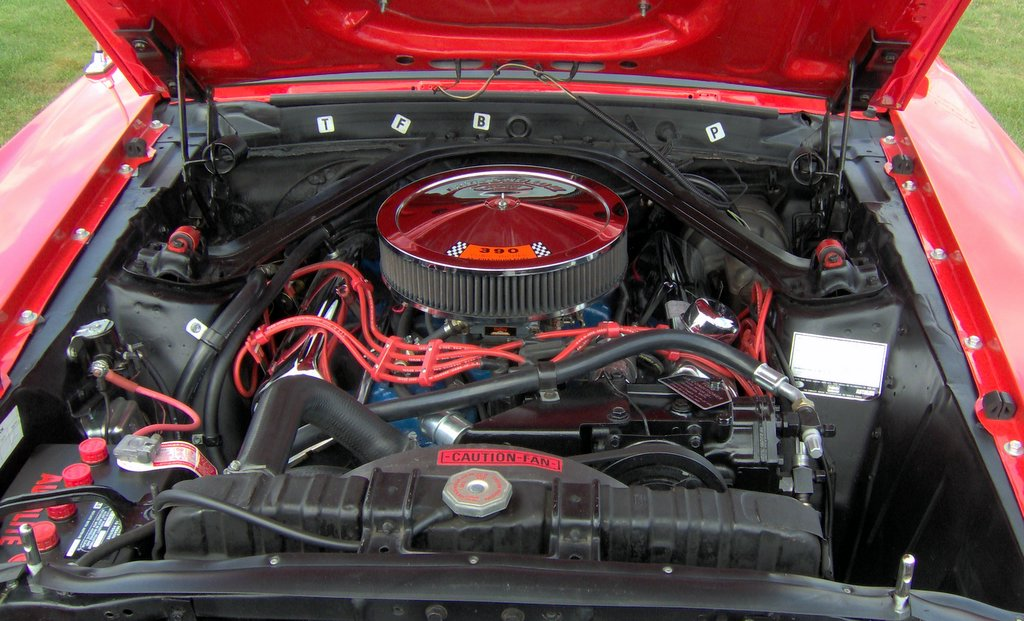
390 FE V8 dans une Ford Mustang de 1969

Le 390, avec une cylindrée réelle de 6,4 litres, avait un alésage de 102,87 mm et une course de 96,14 mm. C'était le moteur FE le plus courant dans les applications ultérieures, utilisé dans de nombreuses voitures Ford comme moteur standard ainsi que dans de nombreux camions, y compris la Thunderbird. C'était un moteur populaire à hautes performances ; bien qu'il ne soit pas aussi puissant que les modèles 427 et 428, il offrait de bonnes performances, en particulier dans les véhicules plus légers. Le 6,4 L 2v développe 265 ch (197,6 kW) à 4 100 tr/min, tandis que la version 4v développe 320 ch (238,6 kW) à 4 100 tr/min dans certaines applications. Certaines Mustang 1967 et 68 étaient équipées de moteurs 390 4v d'une puissance de 335 chevaux (250 kW), tout comme certaines Fairlane GT et Mercury Cougars code S. Lorsque le 390 a été proposé pour la première fois en 1961, il existait une version haute performance de 375 chevaux (280 kW) dotée d'un collecteur d'admission en aluminium à 4 cylindres, de collecteurs d'échappement en fonte de type "collecteur", d'un taux de compression de 10,5:1 et d'une distribution à poussoirs. Beaucoup de ces voitures étaient livrées avec un collecteur d'admission 3x2bbl en aluminium dans le coffre, destiné à être installé par le concessionnaire et qui portait la puissance du moteur à 401 chevaux (299 kW).

#### Configurations et applications du moteur 390
- 2V
  - 8.9:1 - 250 chevaux (190 kW) à 4 400 tr/min et 512 N m à 2 400 tr/min
    - Mercury de 1963 à 1965

  - 9.4:1 - 266 chevaux (198 kW) à 4 600 tr/min et 512 N m à 2 400 tr/min
    - Mercury de 1964 à 1965

  - 9.5:1 - 275 chevaux (205 kW) à 4 400 tr/min et 544 N m à 2 600 tr/min
    - Ford de 1966
    - Ford Fairlane de 1966
    - Mercury de 1966
    - Mercury Comet de 1966

  - 9.5:1 - 270 chevaux (200 kW) à 4 400 tr/min et 544 N m à 2 600 tr/min
    - Ford de 1967
    - Ford Fairlane de 1967 à 1968
    - Mercury de 1967
    - Mercury Comet de 1967
    - Ford Mustang de 1968
    - Mercury Cyclone GT de 1968
    - Mercury Cougar GT de 1968

  - 10.5:1 - 280 chevaux (210 kW) à 4 600 tr/min et 579 N m à 2 800 tr/min
    - Ford de 1968
    - Mercury de 1969

  - 9.5:1 - 265 chevaux (198 kW) à 4 400 tr/min et 401544 N m à 2 600 tr/min
    - Ford Fairlane de 1968
    - Ford Torino de 1968
    - Ford de 1968 à 1970
    - Mercury de 1968 à 1970

  - 8.6:1 - 255 chevaux (190 kW) à 4 400 tr/min et 510 N m à 2 600 tr/min
    - Camions de 1968 à 1971[27]

  - 9:1 - 255 chevaux (190 kW) à 4 400 tr/min et 510 N m à 2 600 tr/min
    - Ford, Mercury de 1971

  - 8.2:1 - 201 chevaux (150 kW) nets à 4 000 tr/min et 510 N m à 2 600 tr/min
    - Camions de 1972 à 1975
- 4V
  - 10.6:1 - 375 chevaux (280 kW) à 6 000 tr/min et 579 N m à 3 400 tr/min
    - Ford de 1961 à 1962

  - 9.6:1 - 300 chevaux (220 kW) à 4 600 tr/min et 579 N m à 2 800 tr/min
    - Ford de 1961 à 1963
    - Ford Thunderbird de 1961 à 1963
    - Mercury de 1963

  - 9.6:1 - 330 chevaux (250 kW) à 5 000 tr/min et 579 N m à 3 200 tr/min
    - Ford Police Interceptor de 1961 à 1963
    - Mercury Police Interceptor de 1963

  - 10.1:1 - 330 chevaux (250 kW) à 5 000 tr/min et 579 N m à 3 200 tr/min
    - Ford Police Interceptor de 1964
    - Mercury Police Interceptor de 1964

  - 11:1 - 300 chevaux (220 kW) à 4 600 tr/min et 579 N m à 2 800 tr/min
    - Ford de 1964 à 1965
    - Mercury de 1964 à 1965
    - Ford Thunderbird de 1964 à 1965

  - 10.5:1 - 315 chevaux (235 kW) à 4 600 tr/min et 579 N m à 2 800 tr/min
    - Ford de 1966 à 1967
    - Ford Thunderbird de 1966 à 1968
    - Mercury de 1968

  - 10.5:1 - 335 chevaux (250 kW) à 4 600 tr/min et 579 N m à 3 200 tr/min
    - Ford Mustang de 1967 à 1969
    - Ford Fairlane de 1967 à 1969
    - Mercury Cyclone GT de 1967 à 1969
    - Mercury Cougar GT de 1967 à 1969
    - Ford Torino de 1969
    - Mercury Montego de 1969

  - 10.5:1 - 325 chevaux (242 kW) à 4 800 tr/min et 579 N m à 2 800 tr/min
- 3x2V
  - 10.6:1 - 401 chevaux (299 kW) à 6 000 tr/min et 580 N m à 3 500 tr/min
    - Ford de 1961 à 1962

  - 10.6:1 - 340 chevaux (250 kW) à 6 000 tr/min et 580 N m à 3 500 tr/min
    - Ford de 1962
    - Ford Thunderbird de 1962 à 1963

## Génération 2

### 406

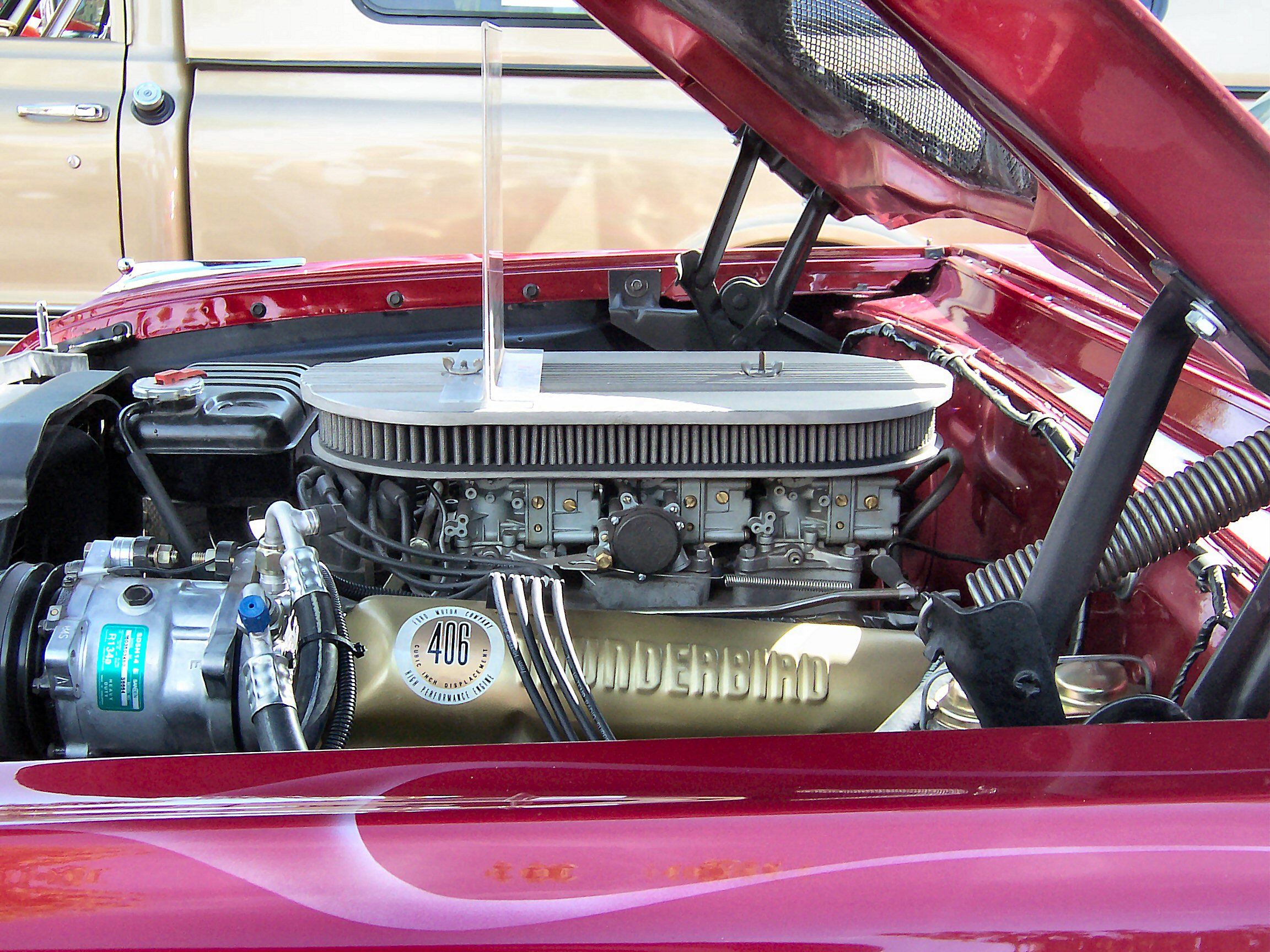
406 avec admission et carburateurs TriPower, sur une Ford Galaxie.

Le moteur 406 utilise un nouvel alésage de 104,90 mm avec la course de 96,14 mm du 390, ce qui donne une cylindrée de 6,6 L, arrondie à "406" pour la désignation officielle. L'alésage plus important a nécessité une nouvelle conception de moulage du bloc permettant des parois plus épaisses, mais il était par ailleurs très similaire au bloc de la 390.
Elle a été disponible pendant moins de deux ans avant d'être remplacée par la 427.
Les essais de la 406, avec ses niveaux de puissance plus élevés, ont conduit à la mise en place de chapeaux de paliers principaux à boulons croisés, c'est-à-dire des chapeaux de paliers principaux fixés non seulement par des boulons à chaque extrémité venant du bas, mais aussi par des boulons venant des côtés à travers le bloc. Une entretoise sur mesure était utilisée entre le chapeau et la face du bloc. Cette conception empêchait les chapeaux de coussinets principaux de "marcher" dans des conditions de course extrêmes et se retrouve aujourd'hui dans de nombreux moteurs modernes et puissants de nombreux fabricants.

#### Configurations et applications du moteur 406
- 4V, 11,4:1 - 385 chevaux (287 kW) à 5 800 tr/min et 602 N m à 3 400 tr/min
  - Ford de 1962 à 1963
  - Mercury de 1963
- 3x2V, 11,4:1 - 405 chevaux (302 kW) à 5 800 tr/min et 607 N m à 3 500 tr/min
  - Ford de 1962
- 3x2V, 12,1:1 - 405 chevaux (302 kW) à 5 800 tr/min et 607 N m à 3 500 tr/min
- Ford, Mercury de 1963

### 410
Le moteur 410, utilisé dans les Mercury de 1966 et 1967 (voir le moteur Ford MEL concernant les Edsel de la série senior de 1958), utilisait le même alésage de 102,87 mm que le moteur 390, mais avec la course de 101,09 mm du 428, ce qui donnait une cylindrée réelle de 6,7 L. Le vilebrequin standard de la 428 est utilisé, ce qui signifie que le 410, comme la 428, utilise un équilibrage externe. Un taux de compression de 10.5:1 était standard.

#### Configurations et applications du moteur 410
- 4V, 10.5:1 - 330 chevaux (250 kW) à 4 600 tr/min et 602 N m à 2 800 tr/min
  - Mercury de 1966 à 1967

### 427

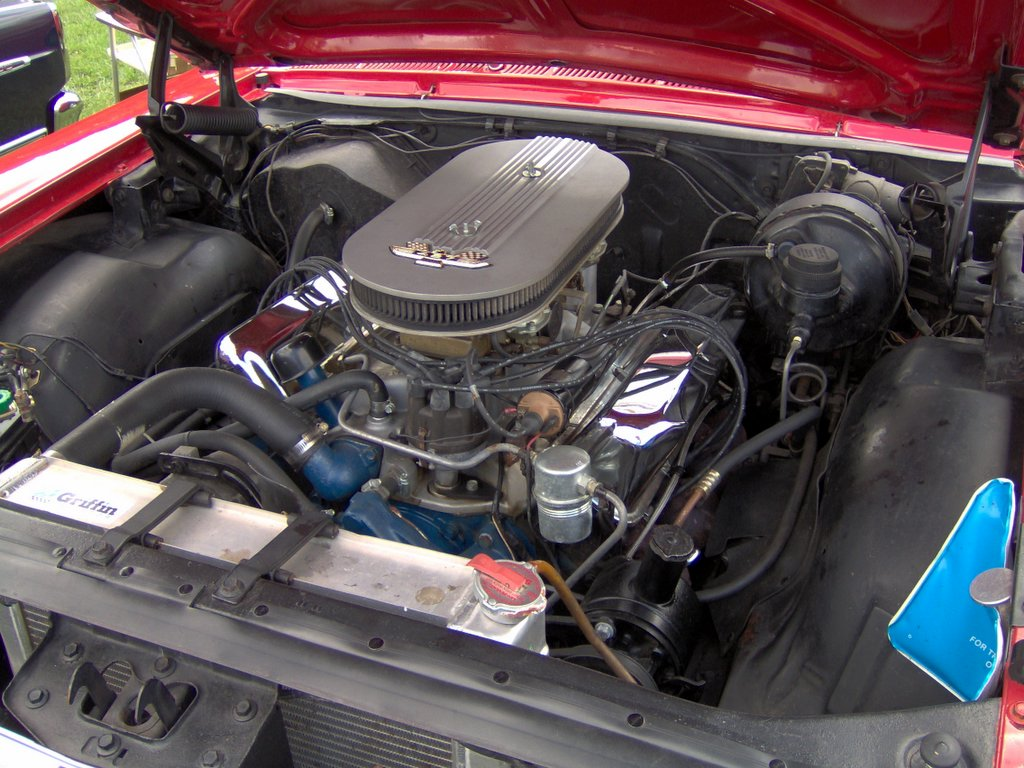
427 FE V8 dans une Galaxie XL de 1966

Le V8 427 a été produit à la fois en version top-oiler et side-oiler. Introduit en 1963, sa véritable cylindrée était de 425,98 pouces cubes, mais Ford l'appelait 427 car 7 litres (427 cu in) était la cylindrée maximale autorisée par plusieurs organisations de course à l'époque. La course était la même que celle de la 390, soit 96,11 mm, mais l'alésage était porté à 107,49 mm. Le bloc était en fonte avec un plateau spécialement épaissi pour supporter une compression plus élevée. Les cylindres étaient coulés à l'aide de moules en trèfle - les coins étaient plus épais tout le long de la paroi de chaque cylindre. De nombreuses 427 utilisaient un vilebrequin en acier et toutes étaient équilibrées intérieurement. La plupart des 427 utilisaient des poussoirs de soupapes solides, à l'exception du bloc de 1968 qui était percé pour être utilisé avec des poussoirs hydrauliques. Des culasses à orifices en tunnel peu encombrantes avec des admissions correspondantes étaient disponibles, ce qui permettait d'acheminer les poussoirs à travers les orifices d'admission dans des tunnels en laiton. En tant que moteur conçu pour la course, il disposait de nombreuses pièces de performance disponibles à l'usine et sur le marché secondaire. Un haut-parleur NASCAR 13.6-1 prêt pour la course permettait d'obtenir environ 550 ch, selon le réglage. Ce moteur était également utilisé dans les voitures A/FX comme la célèbre Fairlane Thunderbolt.
Deux blocs 427 différents ont été produits, le top oiler et le side oiler. La version top oiler, la plus ancienne, envoyait l'huile d'abord à l'arbre à cames et à la commande des soupapes, puis au vilebrequin. La version à huile latérale, introduite en 1965, envoyait l'huile d'abord au vilebrequin, puis à l'arbre à cames et aux soupapes. Cette conception était similaire à celle du bloc Y précédent. Le moteur était disponible avec des culasses basses, moyennes ou hautes, et des carburateurs quatre corps simples ou doubles sur un collecteur en aluminium adapté à chaque conception de culasse. Ford n'a jamais publié de puissance nominale officielle.
L'aileron latéral a propulsé les Ford GT40 Mk II à une arrivée 1-2-3 aux 24 Heures du Mans 1966, et au podium des vainqueurs en 1967.
Le 427 reste un moteur populaire parmi les amateurs de Ford.

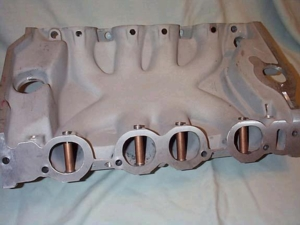
Admission Tunnelport montrant les tubes en laiton pour le passage des poussoirs.

### 427 SACT "Cammer"

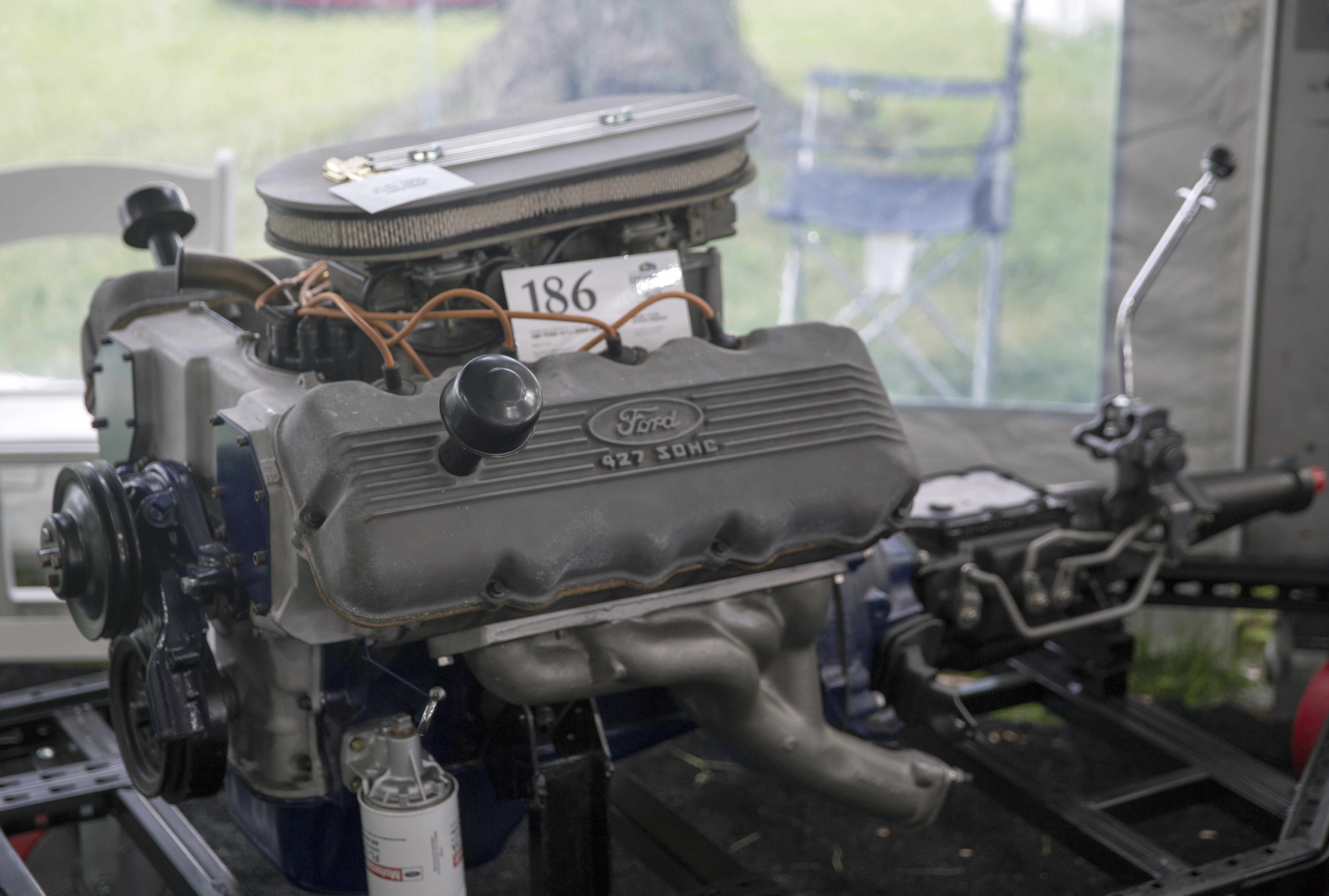
Une 427 Cammer utilisée autrefois par l'usine de Ford "X-Garage".

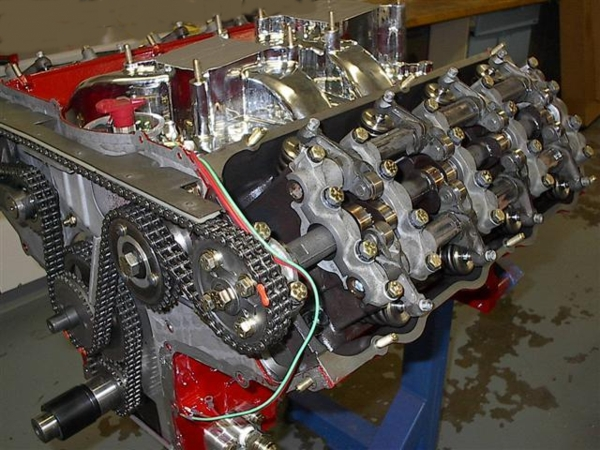
Le moteur V8 Cammer SACT de sept litres de Ford : came, culbuteurs et chaînes de distribution.

Le moteur Ford 427 V8 à simple arbre à cames en tête (SACT), plus connu sous le nom de "Cammer", a été lancé en 1964 dans le but de maintenir la domination de la NASCAR en cherchant à contrer l'énorme moteur Chrysler 426 Hemi "éléphant". Le bloc Ford 427 était dimensionnellement plus proche du petit 392 cu in de la première génération de Chrysler FirePower Hemi ; l'espacement des alésages du Ford FE était de 117,6 mm par rapport aux 115,9 mm du Chrysler 392. La hauteur de pont de la Ford FE, 258,3 mm, était inférieure à celle de la Chrysler 392, 276,1 mm. À titre de comparaison, le 426 Hemi a une hauteur de pont de 272,3 mm et un espacement des alésages de 121,9 mm ; les deux Hemis de Chrysler ont des ponts plus hauts de 12,7 mm que le FE.
Le moteur était basé sur le bloc haute performance 427 à ailettes latérales, offrant une durabilité éprouvée en course. Le bloc et les pièces associées étaient en grande partie inchangés, mais un arbre de renvoi remplaçait l'arbre à cames dans le bloc, ce qui nécessitait de boucher les trous d'huile de palier d'arbre à cames restants.
Les têtes en fonte étaient conçues avec des chambres de combustion hémisphériques et un seul arbre à cames en tête au-dessus de chaque tête, actionnant des culbuteurs à rouleaux montés sur arbre. La commande des soupapes était composée de soupapes plus grandes que celles des moteurs Ford à culasse cunéiforme, fabriquées en acier inoxydable et dotées de soupapes d'échappement remplies de sodium pour éviter que les têtes de soupape ne brûlent, et de ressorts de soupape doubles. Cette conception permettait un rendement volumétrique élevé à haut régime.
L'arbre de renvoi situé dans le bloc à la place de l'arbre à cames était entraîné par la chaîne de distribution et actionnait le delco et la pompe à huile de manière classique. Un pignon supplémentaire sur cet arbre entraînait une deuxième chaîne de distribution "serpentine" de 1,8 m de long, qui entraînait les deux arbres à cames en tête. La longueur de cette chaîne rendait le calage précis des arbres à cames problématique à haut régime.
Le moteur était également équipé d'un distributeur à deux points avec un système d'amplificateur d'allumage transistorisé, faisant passer 12 ampères de courant dans une bobine d'allumage à haut rendement.
Les moteurs étaient essentiellement construits à la main pour la course, avec des chambres de combustion entièrement usinées pour réduire la variabilité. Néanmoins, Ford recommandait de faire des plans avant de les utiliser en course. Avec un seul carburateur à quatre corps, ils pesaient 308 kg et développaient une puissance de 616 chevaux (459 kW) à 7 000 tr/min et un couple de 698 N m à 3 800 tr/min, et avec deux carburateurs à quatre corps, 657 chevaux (490 kW) à 7 500 tr/min et 780 N⋅m de couple à 4 200 tr/min. Ford les vendait par l'intermédiaire du comptoir des pièces détachées, le modèle à un seul quatre corps sous la référence C6AE-6007-363S, le modèle à deux carburateurs sous la référence C6AE-6007-359J pour 2350,00 $ (en octobre 1968).
Les espoirs de Ford de contrer Chrysler ont cependant été réduits à néant. Bien qu'un nombre suffisant de 427 SACT ait été vendu pour que le modèle soit homologué, les protestations de Chrysler ont permis à la NASCAR d'exclure le moteur de la compétition. Cela était dû au fait que le moteur n'était pas disponible dans un véhicule de production en usine. Ce n'est pas le seul moteur à avoir été interdit par la NASCAR ; le Chevrolet 427 "mystery motor" de 1963, le 426 "Race Hemi" de 1965 et le Chrysler A-925 DOHC Hemi ont également été interdits dans les années 1960 pour la même raison. Cela a fait échouer la compétition SACT contre Hemi attendue en 1965 lors de l'ouverture de la saison à Daytona 500.
Néanmoins, le SACT 427 a trouvé sa place dans les courses de dragster hors-stock, équipant de nombreuses Mustangs A/FX à empattement modifié, et devenant la base d'une poignée de dragsters Top Fuel suralimentés, dont ceux de Connie Kalitta, Pete Robinson et Lou Baney (piloté par Don "the Snake" Prudhomme). En 1967, le dragster "Bounty Hunter" de Connie Kalitta, équipé d'un moteur à SACT, a remporté les honneurs du Top Fuel lors des rencontres hivernales de l'AHRA, de la NHRA et de la NASCAR. Il a également été utilisé dans de nombreuses funny car nitro, notamment celles de Jack Chrisman, "Dyno" Don Nicholson, Eddie Schartman, Kenz & Leslie, et dans de nombreux véhicules de dragster à essence injectée.

#### Configurations et utilisations du moteur 427
- Admission à bas niveau, 4V
  - 10.9:1 - 390 chevaux (290 kW) à 5 600 tr/min et 620 N m à 3 200 tr/min.
    - Mercury Cougar GT-E de 1968 uniquement (elle devait être proposée dans la Ford Mustang, selon les premiers communiqués de presse, mais il n'existe aucune trace ou vérification de Mustangs 427 d'usine). Au printemps 1968, la 428 Cobra Jet a officiellement remplacé la 427 ; cependant, les 427 restantes ont été installées jusqu'à la fin juin de cette année-là, lorsque les stocks ont été épuisés.

  - 11.6:1 - 416 ch (306 kW) à 5 600 tr/min et 645 N m à 3 400 tr/min.
    - Ford de 1963 à 1964
    - Mercure de 1963 à 1964
- Admission surbaissée, 2x4V
  - 12:1 - 425 chevaux (317 kW) à 6 000 tr/min et 651 N m à 3 700 tr/min
    - Ford Fairlane Thunderbolt, Mercury de 1964
- Admission à haut niveau, 2x4V
  - 13,6:1 - +550 chevaux (410 kW) à 7 000 tr/min et 651 N m à 4 700 tr/min.
    - Ford Fairlane 500 "R-Code"[31], Mercury de 1966 à 1967
- Admission moyenne, 4V
  - 11.0:1 - 410 chevaux (310 kW) à 5 600 tr/min et 645 N m à 3 400 tr/min.
    - Ford de 1965 à 1967
    - 1965-1967 Mercury
- Admission à mi-hauteur, deux carburateurs Holley 780 CFM à 4 corps.
  - 11,5:1 - 431 ch; 317 kW à 6 000 tr/min et 651 N m à 3 700 tr/min
    - Ford de 1965 à 1967
    - Mercury de 1965 à 1967
    - Shelby Cobra 427 de 1965 à 1967[32]

### 428

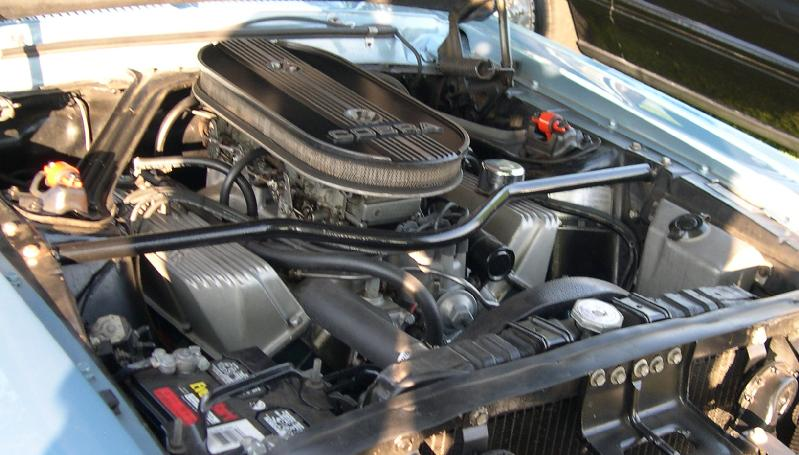
Moteur Ford FE 428 Special Interceptor provenant d'une Shelby G.T. 500 de 1967.

Avec son alésage de 107,57 mm, le bloc 427 était coûteux à fabriquer car le moindre déplacement des noyaux de coulée pouvait rendre un bloc inutilisable. Par conséquent, Ford a combiné les attributs qui avaient bien fonctionné dans les incarnations précédentes de la FE - une course de 101,09 mm et un alésage de 104,90 mm - pour créer un moteur plus facile à fabriquer avec une cylindrée presque identique. Le moteur de 7,0 litres (428 cu in) utilise un vilebrequin en fonte nodulaire et un balancier externe.
Les moteurs 428 FE ont été montés sur les Galaxies (simplement désignées comme "7 litres") et les Thunderbirds au cours des années modèles 1966 et 1967. On le trouvait également dans les Mustangs, les Mercury Cougars, certaines AC (Shelby) Cobras et diverses autres Fords à partir de 1968. Ce moteur était également disponible en équipement standard en 1966 et 1967 dans la Mercury S-55.

#### Configurations et utilisations du moteur 428
- 4V, 10.5:1
  - 345 chevaux (257 kW) à 4 600 tr/min et 626 N m à 2 800 tr/min
    - Ford de 1966 à 1967
    - Ford Thunderbird de 1966 à 1967
    - Mercury de 1966 à 1967
    - S-55 de 1967

  - 360 chevaux (270 kW) à 5 400 tr/min et 622 Nm à 3 200 tr/min
    - Ford Police Interceptor de 1966 à 1970
    - Mercury Police de 1966 à 1970
    - Shelby GT500KR de 1969

Interceptor
- - 340 chevaux (250 kW) à 4 600 tr/min et 626 N m à 2 800 tr/min
    - Ford de 1968
    - Mercury de 1968

  - 360 chevaux (270 kW) à 5 400 tr/min et 570 N m à 3 200 tr/min
  - Shelby GT500 de 1968
- 2x4V, 10,5:1 - 355 chevaux (265 kW) à 5 400 tr/min et 570 N m à 3 200 tr/min
  - Shelby GT500 de 1967

#### 428 Cobra Jet
La 428 Cobra Jet était une version performance de la 428 FE. Lancée en avril 1968, elle a été construite sur une ligne de production régulière en utilisant une variété de culasses combinées à un carburateur Holley à quatre corps de 735 CFM. La Cobra Jet utilisait des bielles plus lourdes avec un boulon de tige de 13/32 et un vilebrequin en fonte nodulaire #1UB. Un "stripper" Holman and Moody spécialement préparé, qui n'avait pas d'insonorisant, de sous-couche ou d'équipement optionnel d'usine, a été utilisé comme voiture de presse de présentation en 1968.
Les données historiques des essais routiers sur des voitures 428 CJ de production réelle suggèrent une puissance de pointe de l'ordre de 275 CV SAE nets ("tels qu'installés"), en utilisant la vitesse de sortie de piste et les poids "tels que testés" publiés, et la formule de vitesse de sortie de piste de Hale. Les essais routiers de l'époque ont révélé des performances sur le quart de mile dans une fourchette allant de 14 secondes à 13 secondes, avec des vitesses d'arrêt de l'ordre de 163 à 166 km/h.
Malgré la légende urbaine suggérant que ce moteur produisait 410 CV dans sa version de série, des exemples méticuleusement préparés mais essentiellement fidèles à la version de série prouvent le contraire.
Le moteur 428 Cobra Jet (modifié selon les spécifications techniques de la NHRA Stock et Super Stock) a fait ses débuts dans les courses de dragsters lors des NHRA Winternationals 1968, qui se sont déroulés du 2 au 4 février 1968, à l'Auto Club Raceway du Los Angeles County Fairgrounds, à Pomona, en Californie. La Ford Motor Company a sponsorisé six pilotes (Gas Ronda, Jerry Harvey, Hubert Platt, "Dyno Don" Nicholson, Kenneth McLellan et Al Joniec) pour piloter six Mustangs équipées de 428 CJ. Elles ont couru dans les classes C Stock Automatic (C/SA, 5,47 à 5,77 kg/kW, en fonction de la puissance annoncée) et Super Stock E (SS/E ou SS/EA, transmission manuelle ou automatique, respectivement, à 5,29 à 5,76 kg/kW, en fonction de la puissance pondérée). Le moteur a répondu aux attentes puisque quatre des voitures ont atteint la finale de leur classe respective. Al Joniec a remporté sa classe (en battant Hubert Platt dans une finale entièrement composée de CJ) et le titre général de Super Stock Eliminator (en battant Dave Wren, qui avait un feu rouge dans sa Plymouth 426 Race Hemi plus rapide).

#### Configurations et utilisations du moteur 428 Cobra-Jet
- Cobra-Jet 4V, 10,8:1 - 335 chevaux (250 kW) à 5 200 tr/min et 600 N m à 3 400 tr/min
  - Ford Mustang de 1968
  - Mercury Cougar de 1968
  - Shelby GT500KR de 1968
  - Ford Fairlane de 1968
  - Ford Torino de 1968
  - Mercury Comet de 1968
  - Mercury Cyclone de 1968
- Cobra-Jet et Super Cobra-Jet 4V, 10,6:1 - 335 chevaux (250 kW) à 5 200 tr/min et 600 N m à 3 400 tr/min
  - Ford Mustang de 1969 à 1970
  - Mercury Cougar de 1969 à 1970
  - Ford Fairlane de 1969
  - Ford Torino de 1969
  - Ford Cobra de 1969
  - Mercury Montego, Cyclone et CJ de 1969

#### 428 Super Cobra Jet
La 428 Super Cobra Jet (également connue sous le nom de 428SCJ) utilisait le même haut de gamme, les mêmes pistons, les mêmes culasses, l'arbre à cames, la même distribution, le même système d'induction, les mêmes collecteurs d'échappement et le même bloc moteur que la 428 Cobra Jet. Cependant, le vilebrequin et les bielles ont été renforcés et l'équilibrage associé a été modifié pour les courses de dragsters. Un vilebrequin en fonte nodulaire #1UA a été utilisé ainsi que des bielles 427 "Le Mans" plus lourdes avec des vis d'assemblage au lieu de boulons pour une meilleure durabilité. Les bielles plus lourdes et la suppression du contrepoids central sur le vilebrequin 428 Cobra Jet de série (1UA) ont nécessité l'ajout d'un poids externe sur le museau du vilebrequin pour l'équilibrage. Un moteur 428 Super Cobra Jet avec refroidisseur d'huile faisait partie de l'équipement standard lorsque l'option "Drag Pack" (qui était proposée en choisissant un rapport de transmission arrière de 3,91 ou 4,30) était commandée pour les voitures fabriquées à partir du 13 novembre 1968. De plus, alors que les moteurs CJ et SCJ utilisaient le même moulage de piston autothermique, la spécification de l'espace entre le piston et l'alésage des moteurs 428 CJ et SCJ est légèrement différente, les moteurs SCJ ayant un ajustement légèrement plus lâche pour permettre une température de fonctionnement plus élevée. Les mesures de puissance à un niveau de régime de rue sont restées les mêmes. Le moteur 428 Super Cobra Jet n'a jamais été proposé avec la climatisation d'usine en raison de l'emplacement de son refroidisseur d'huile moteur.

#### Configurations et applications de moteurs 428 Cobra-Jet et Super Cobra-Jet
- Cobra-Jet et Super Cobra-Jet - Alésage 104,9 mm × course 101,1 mm ; groupe motopropulseur : VHR 2 soupapes par cylindre, carburateur Holley 4 corps à aspiration naturelle, taux de compression : 10,6:1 développant 340 ch (250 kW) à 5 200 tr/min et un couple maximal de 597 N m à 3 400 tr/min[41],[42],[43],[44].
  - Mercury Cougar de 1969 à 1970
  - Ford Cobra de 1969
  - Mercury Cyclone de 1969

## Véhicules
Sélection des véhicules dans lesquels le FE a été installé d'origine :

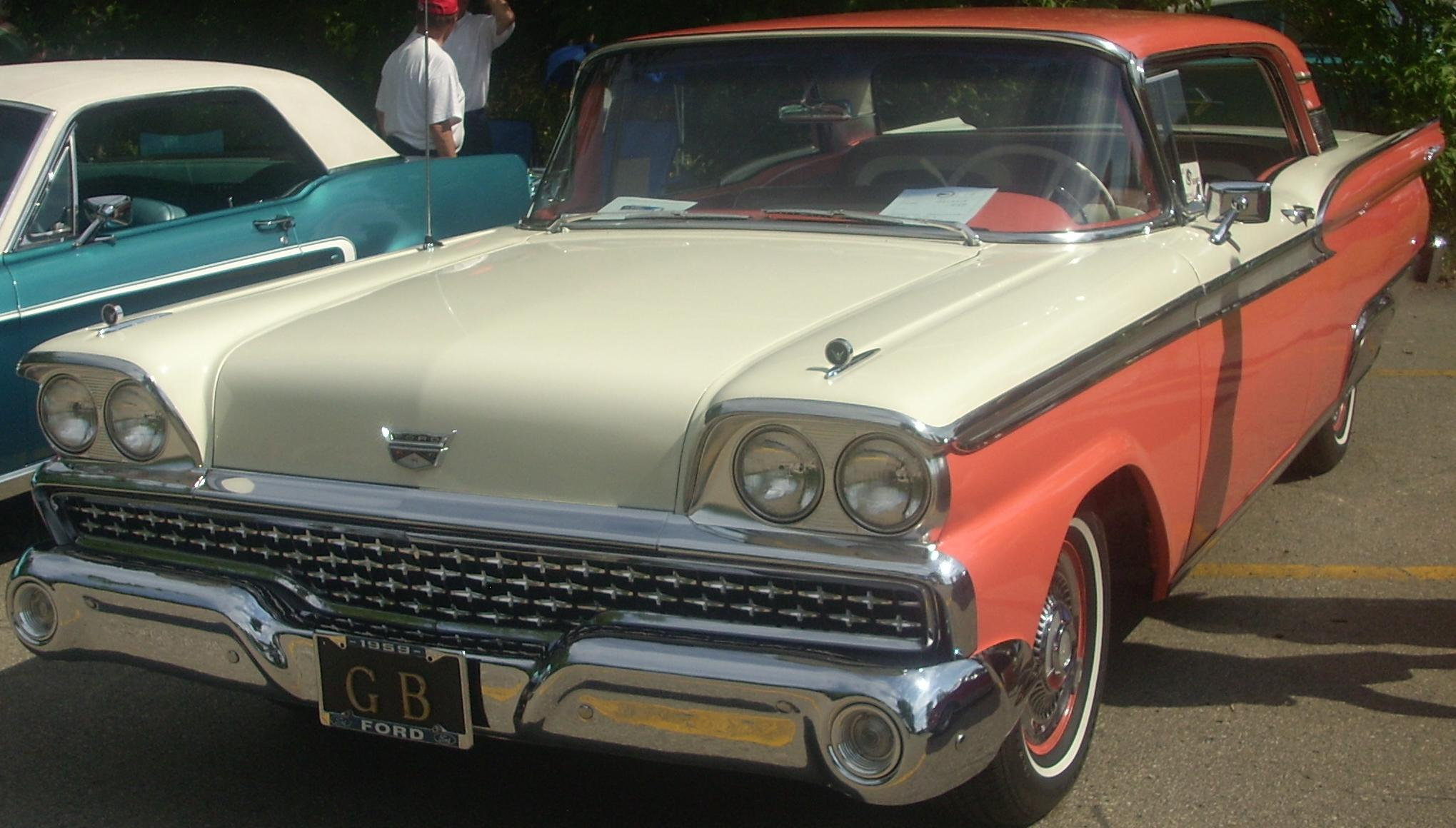
Ford Galaxie de 1959
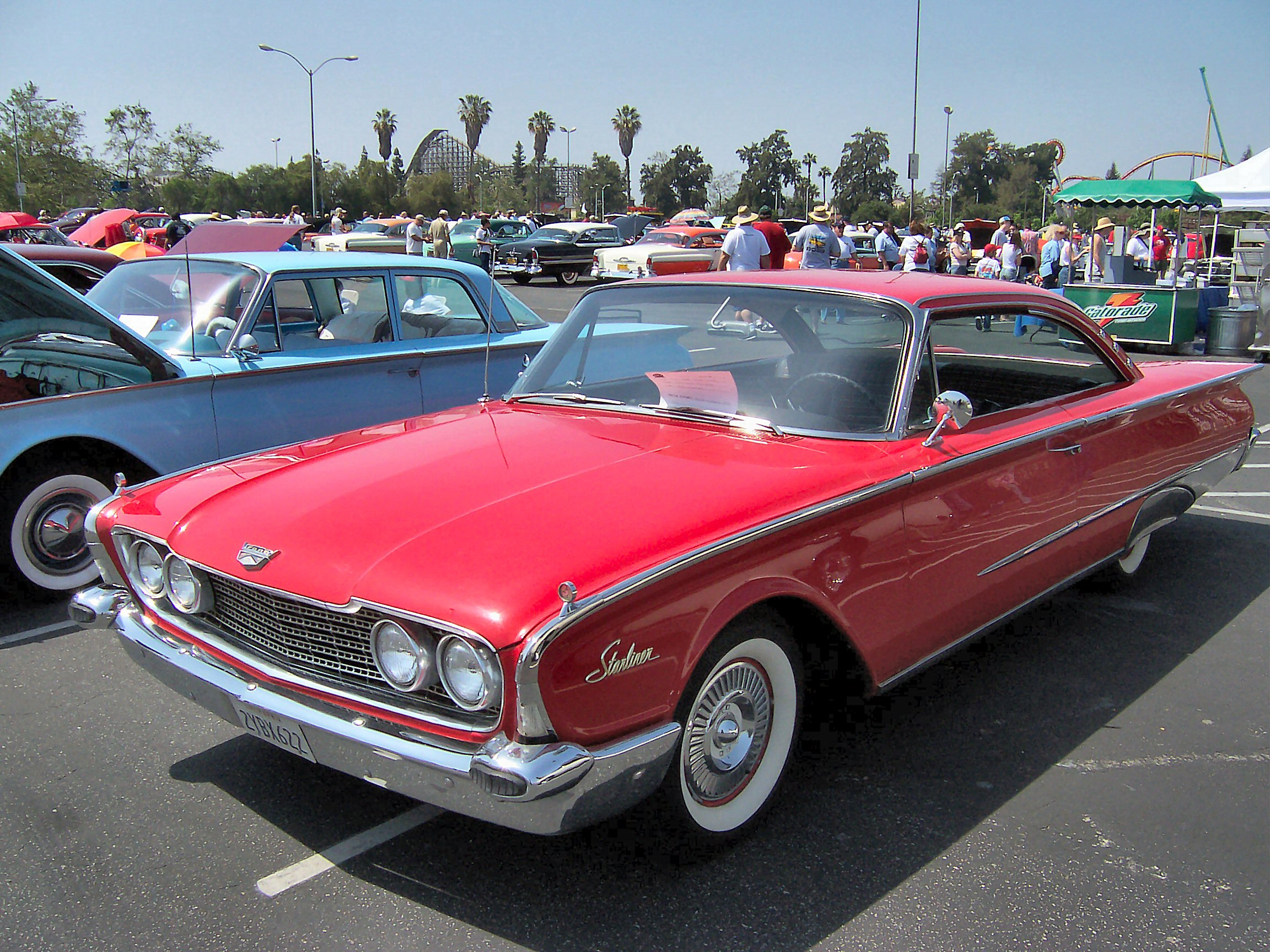
Ford Galaxie Starliner de 1960
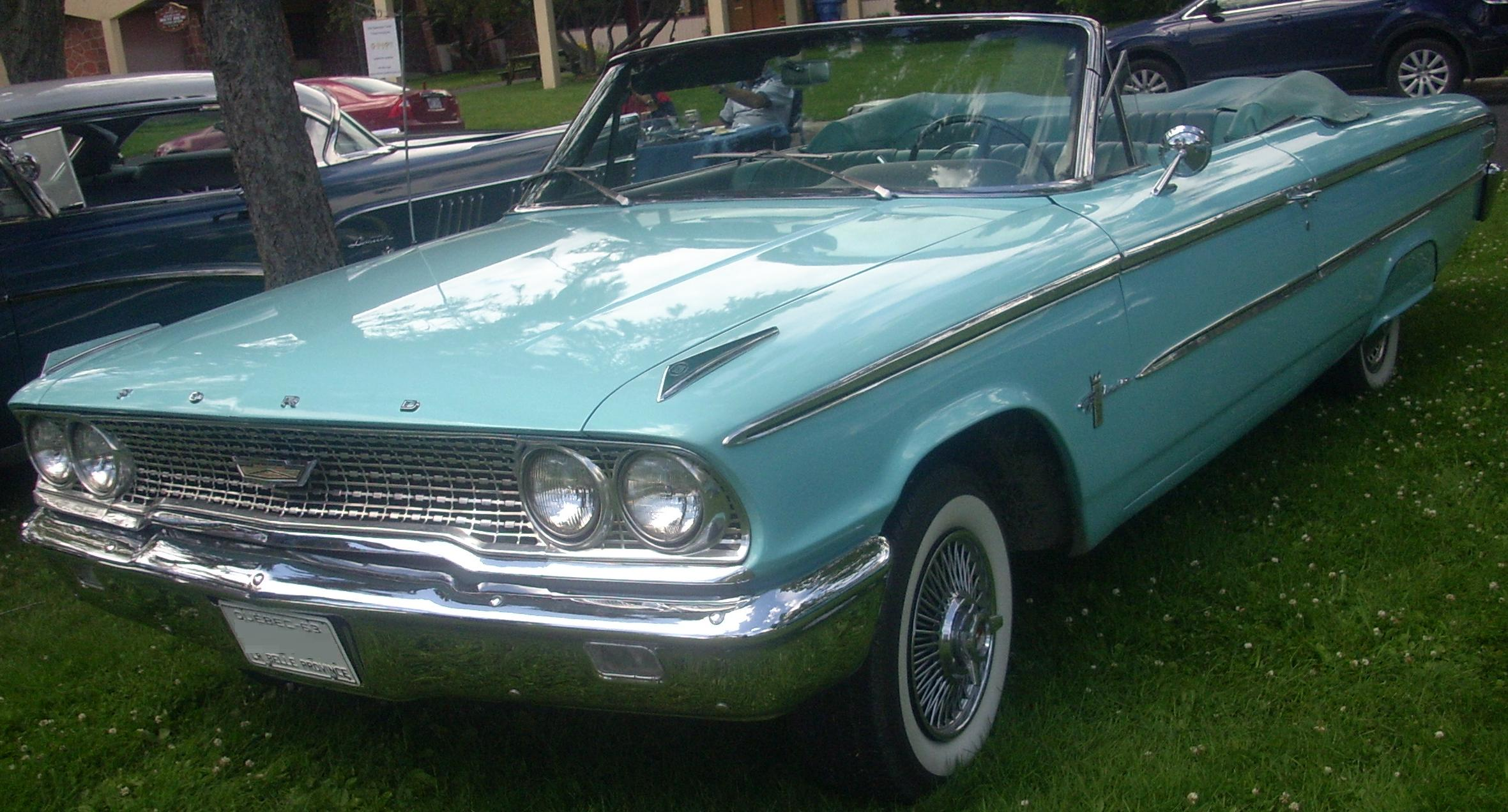
Ford Galaxie 500 Convertible de 1963
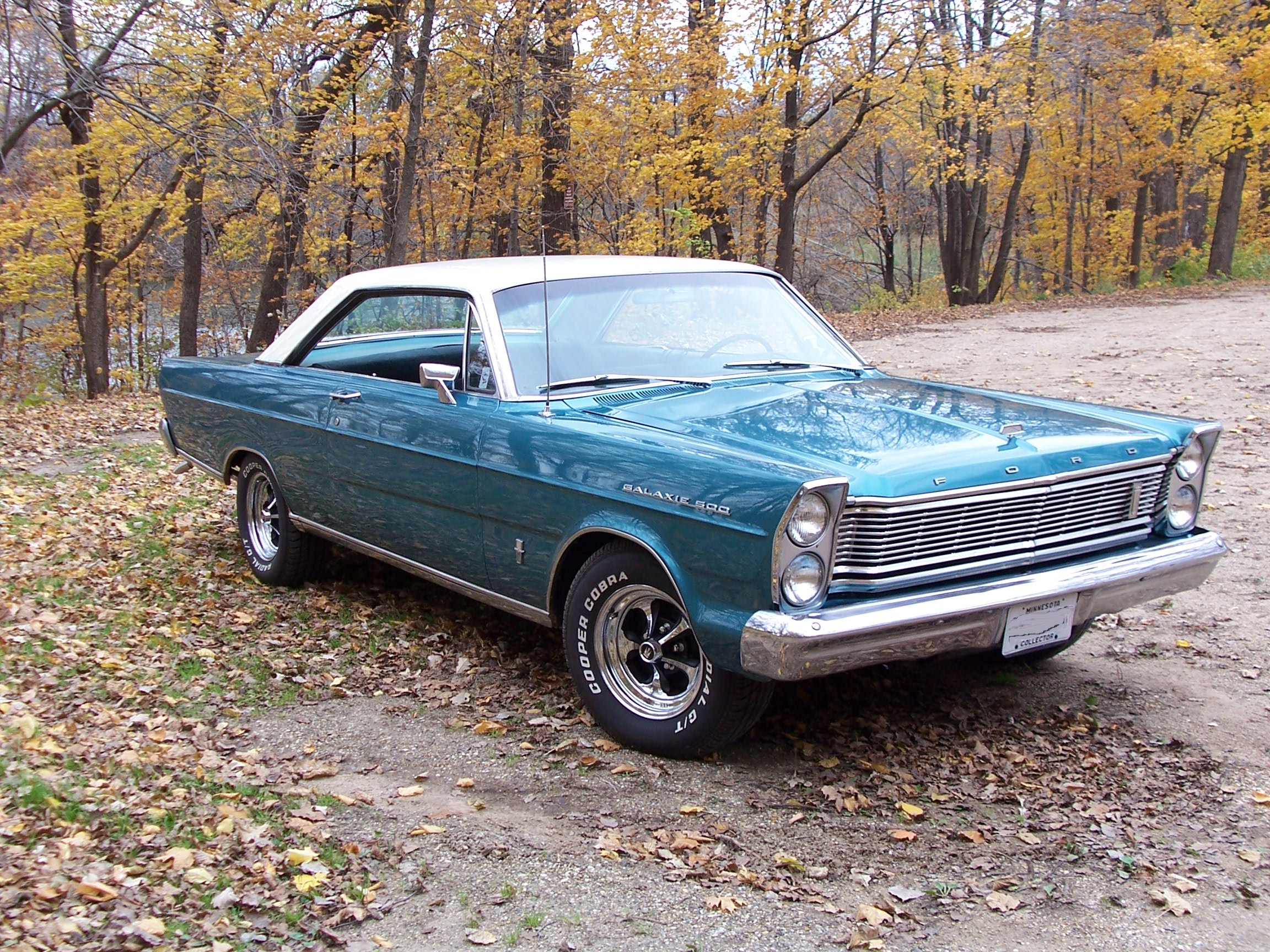
Ford Galaxie de 1965
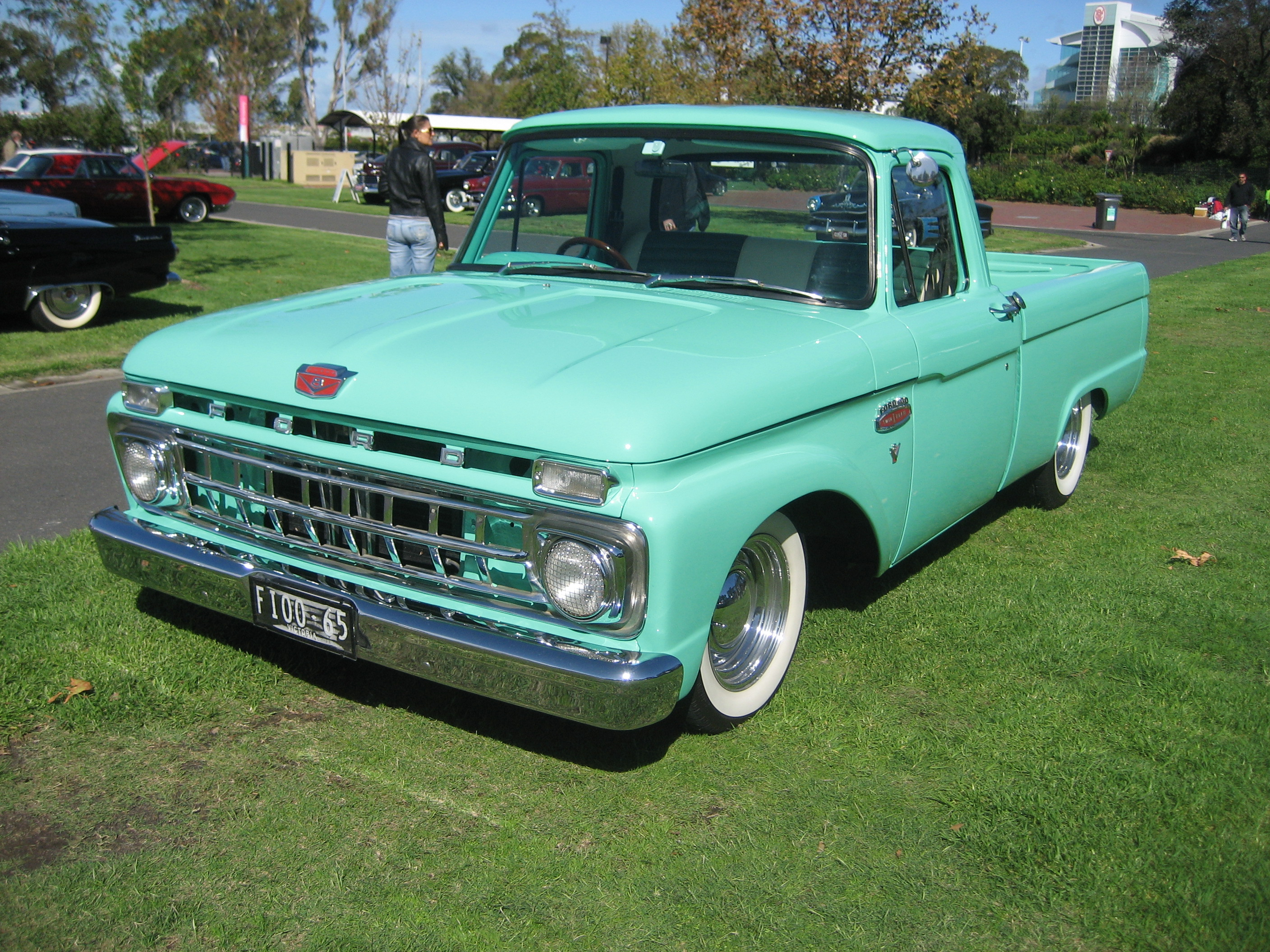
Ford F100 Pick Up de 1965
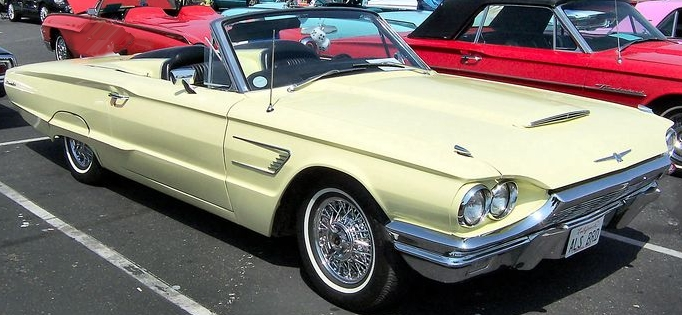
Thunderbird de 1965
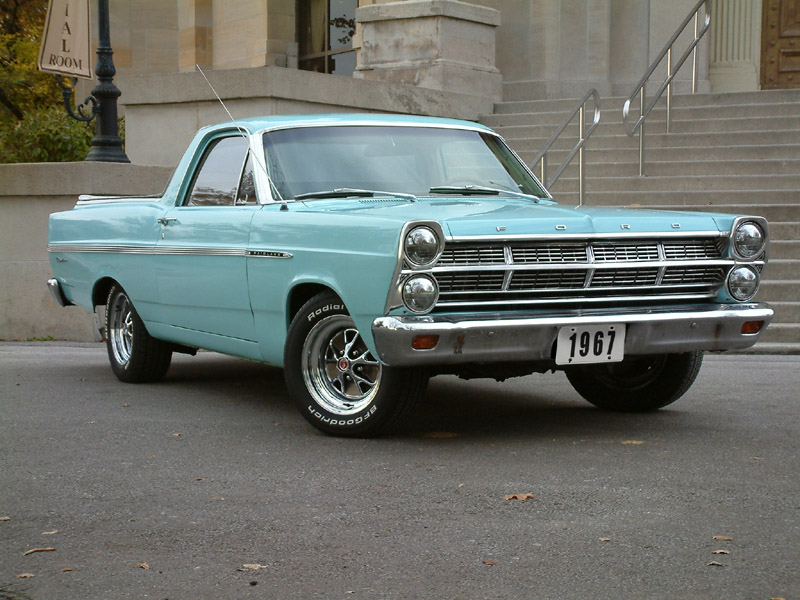
Ford Fairlane Ranchero de 1967
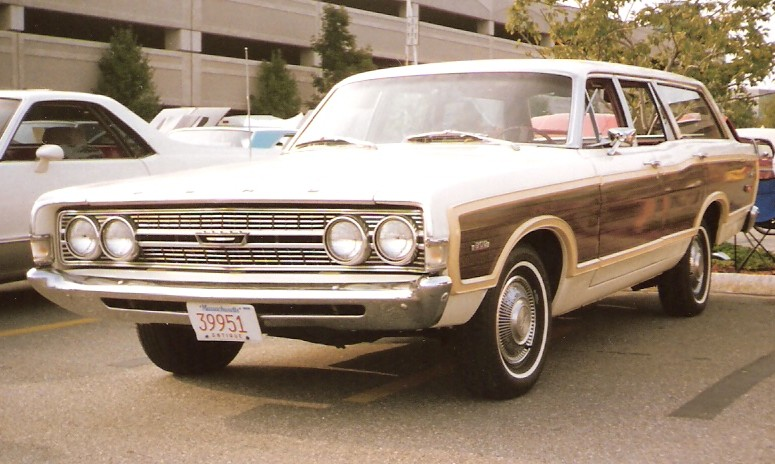
Ford Torino Squire de 1968
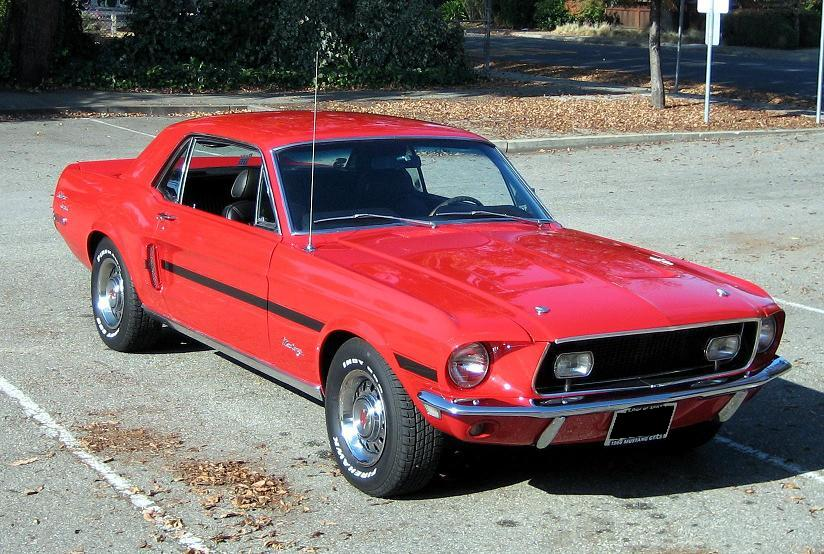
GTCS de 1968

## Remplacement
Au milieu des années 1970, le FE avait été largement utilisé dans les véhicules Ford pendant trois décennies. Pour le remplacer, Ford a développé les moteurs de la série 335, communément appelés moteurs "Cleveland", et les moteurs de la série 385. Ces derniers étaient produits dans des cylindrées allant de 5,8 L à 7,5 L, y compris 7,0 L, ce qui donnait des V8 Ford de 7,0 L, 7,0 L et 7,0 L. Le dernier FE a été installé dans un véhicule de série en 1976, et à la fin des années 1970, l'usine de Dearborn qui produisait les moteurs FE a été entièrement réoutillée pour produire le moteur 1,6 L introduit dans la Ford Escort en 1981.